# Eleição presidencial no Brasil em 2014
A eleição presidencial de 2014 no Brasil foi realizada em dois turnos. O primeiro aconteceu em 5 de outubro de 2014, e o segundo em 26 de outubro de 2014, ambos em domingos. Foi a 7ª eleição presidencial do país após a promulgação Constituição Federal de 1988. A presidente Dilma Rousseff, do Partido dos Trabalhadores (PT), foi reeleita com mais de 54 milhões de votos. A candidata petista venceu o segundo turno com 51,64% dos votos válidos, fazendo com que esta fosse, até então, considerada a eleição mais acirrada no Brasil após a redemocratização, só superada em 2022 pela disputa em segundo turno entre Lula e Bolsonaro nas eleições presidenciais daquele ano, em que Lula venceu com 50,9% dos votos válidos.
Além de Dilma, outros dez candidatos disputaram o primeiro turno da eleição no dia 5 de outubro. Destes, três eram apoiados por coligações de partidos, enquanto os restantes tinham apoio apenas de seu próprio partido. Como nenhum dos candidatos atingiu maioria absoluta dos votos, um segundo turno foi convocado, entre Dilma Rousseff e Aécio Neves, do Partido da Social Democracia Brasileira (PSDB).
A eleição foi marcada pela morte do candidato Eduardo Campos, do Partido Socialista Brasileiro (PSB), em um acidente aéreo no dia 13 de agosto de 2014, enquanto fazia campanha eleitoral nos estados de São Paulo e Rio de Janeiro. Cinco dias após, o PSB anunciou que Marina Silva substituiria Eduardo na disputa pela presidência. A eleição também foi marcada por uma instabilidade no Brasil, devido às manifestações de 2013 e à crise política e econômica que afetava o país e que se intensificaria mais tarde.

## Contexto

### Polarização do Partido dos Trabalhadores

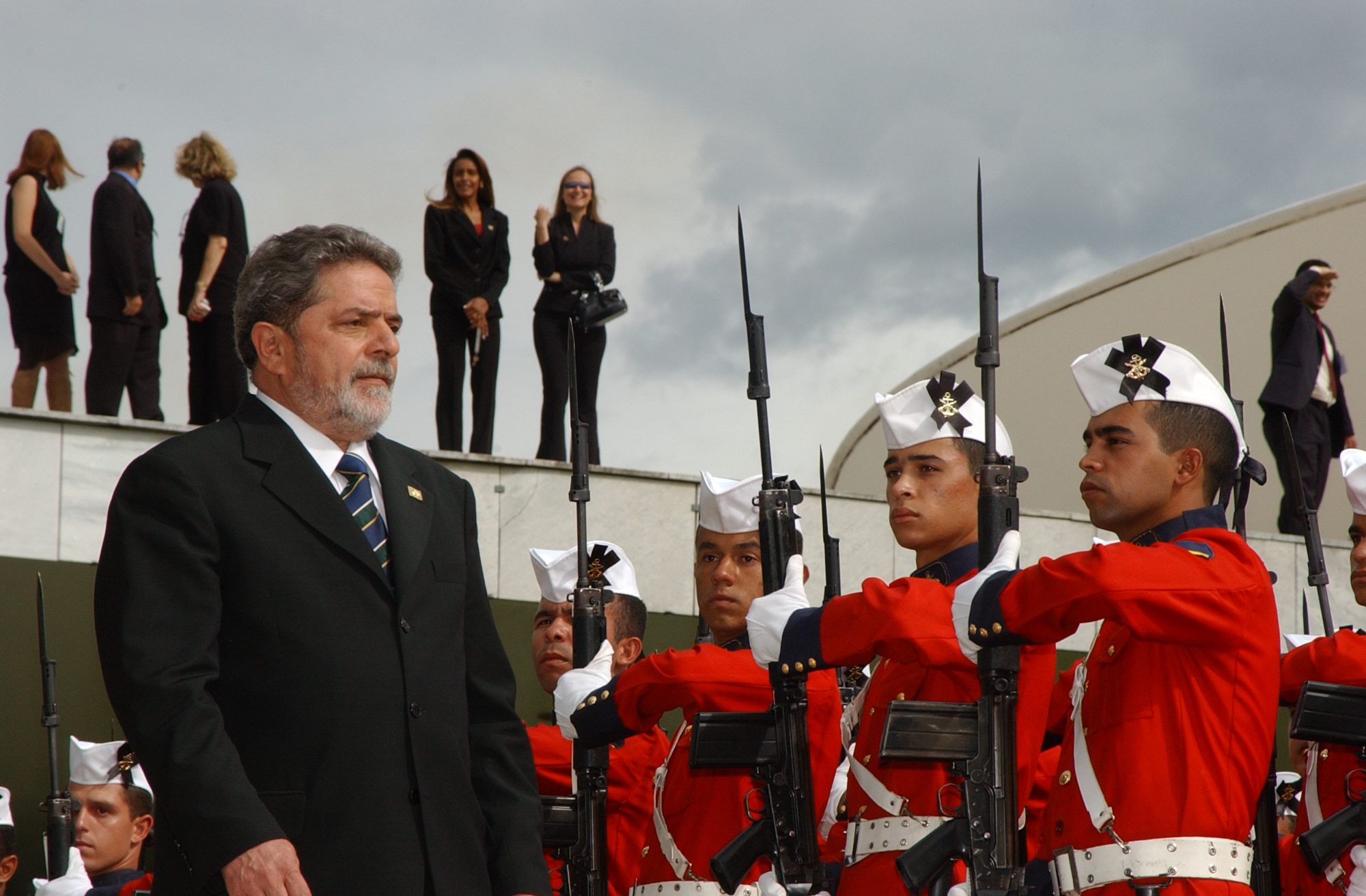
Luiz Inácio Lula da Silva durante sua posse para o primeiro mandato em 2003.

Até a eleição de Luiz Inácio Lula da Silva em 2002, o Partido dos Trabalhadores (PT) caracterizava-se como esquerda e oposicionista ao governo de Fernando Henrique Cardoso, filiado ao Partido da Social Democracia Brasileira (PSDB). Esta situação foi evidenciada principalmente pela atitude do PSDB de abandonar a posição de centro-esquerda (predominante no partido na época), e aliar-se à ideologia da centro-direita. Conforme um estudo realizado pelo doutor em Ciências Políticas Yan de Souza Carreirão, ao analisar pesquisas do Datafolha, a preferência política do brasileiro oscilou bastante entre 1989 e 2002, sendo liderada pelo Partido do Movimento Democrático Brasileiro (PMDB), declaradamente de centro, com 19% de preferências em 1989, enquanto em 2002, pouco antes da eleição de Lula, o PT liderava com 21% da preferência dos brasileiros.
A partir daí, as políticas sociais aplicadas pelo Governo Lula, em especial o Bolsa Família e o Fome Zero, foram determinantes para o fortalecimento da opinião pública referente ao Partido dos Trabalhadores (PT). O impacto destes programas sociais vieram a influenciar nas regiões geográficas onde o PT recebia votos, principalmente nas regiões Norte e Nordeste, as mais atingidas pelos impactos benéficos dos projetos do governo Lula, o que pôde ser comprovado em estudos de Sonia Luiza Terron, doutora em Ciência Política do Instituto Universitário de Pesquisas do Rio de Janeiro (IUPERJ).

### Eleição de 2010
Em 31 de outubro de 2010, no segundo turno das eleições de 2010, Dilma Rousseff do Partido dos Trabalhadores (PT), ex-ministra chefe da Casa Civil do governo Lula, se tornou a primeira mulher eleita para a presidência da República do Brasil após derrotar José Serra, então candidato do Partido da Social Democracia Brasileira (PSDB). A campanha foi dominada por temas morais e religiosos, sendo a candidata petista atacada por grupos religiosos conservadores onde era acusada de apoiar o terrorismo, o aborto e a corrupção.
A abstenção foi alta, superando a marca de 20 milhões de eleitores. No primeiro turno, a polarização entre PT e PSDB, presente na política nacional desde 1994, foi ameaçada pela votação expressiva em Marina Silva, ex-ministra do meio ambiente do governo Lula, então no Partido Verde, que obteve cerca de 19,6 milhões de votos, atingindo cerca de 19% dos votos válidos. O segundo mandato de Luiz Inácio Lula da Silva foi encerrado, em dezembro de 2010, com uma aprovação de 87%.

### Primeiros anos do governo Dilma

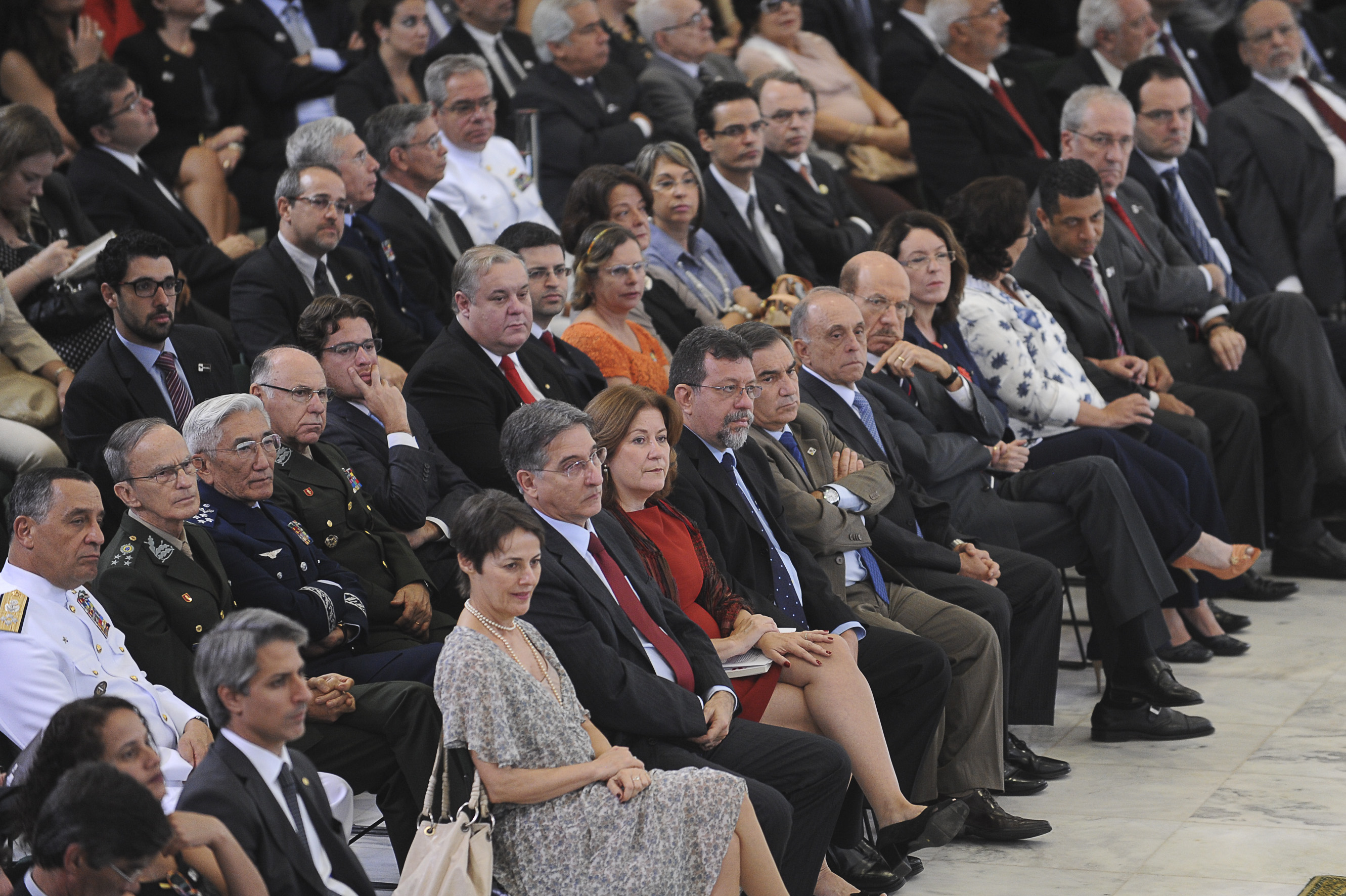
Cerimônia de lançamento da Comissão Nacional da Verdade

O Governo Dilma herdou o pacote de medidas denominado "tripé macroeconômico", que consistia em política de câmbio flutuante, elaboração de metas fiscais e metas de inflação, elaborado ainda no governo de Fernando Henrique Cardoso em 1999. Segundo economistas, o cumprimento destas medidas resulta na estabilidade econômica necessária para que haja crescimento. Porém, durante parte do governo de Dilma, prevaleceu a ideia de que o crescimento é o que deveria ser buscado e, para que se chegasse ao objetivo, era aceitável o descumprimento de regras do tripé. Em seu lugar foi implementada a chamada nova matriz econômica, a partir de 2011. Nesse período o país acumulou déficits primários e inflação acima do teto da meta, o que rendeu críticas de políticos com viés liberal. Outro fator que dificultou o crescimento da economia nos dois primeiros anos do Governo Dilma foram os reflexos da crise mundial iniciada em 2008, com 2,7% de crescimento do Produto Interno Bruto em 2011 e 1% em 2012.
Em 2013, a economia brasileira cresceu 2,5%, índice influenciado principalmente pela agropecuária e pelo aumento da taxa de investimento. A inflação foi mantida dentro dos limites previstos, mas sempre acima do centro da meta, o que gerou novas críticas à política econômica da presidente. Neste período, a taxa de desemprego também foi reduzida, onde muitas capitais atingiram o status de pleno emprego. A taxa de desemprego em 2013 caiu a 5,4%, menor patamar histórico.
Apesar dos avanços no combate à miséria, com o lançamento do Plano Brasil Sem Miséria, e ao desmatamento, o governo Dilma encontrou dificuldades em áreas como reforma agrária, reforma política, reforma tributária, e no diálogo com as centrais sindicais, todas bandeiras históricas do Partido dos Trabalhadores, o que geraram críticas à presidente dentro do seu próprio partido. Na área educacional, apesar do ritmo lento de expansão de creches, institutos federais de tecnologia e universidades federais, o governo logrou êxito com os programas Ciência sem Fronteiras e Pronatec. Outros êxitos do governo incluem a aprovação do Vale Cultura e a ampliação do programa habitacional Minha Casa, Minha Vida e dos programas Farmácia Popular e Brasil Sorridente. Teve destaque ainda a implantação da Comissão Nacional da Verdade, que teve por finalidade apurar graves violações de direitos humanos ocorridas entre 18 de setembro de 1946 e 5 de outubro de 1988, o que inclui o período da ditadura militar.

### Protestos de junho de 2013

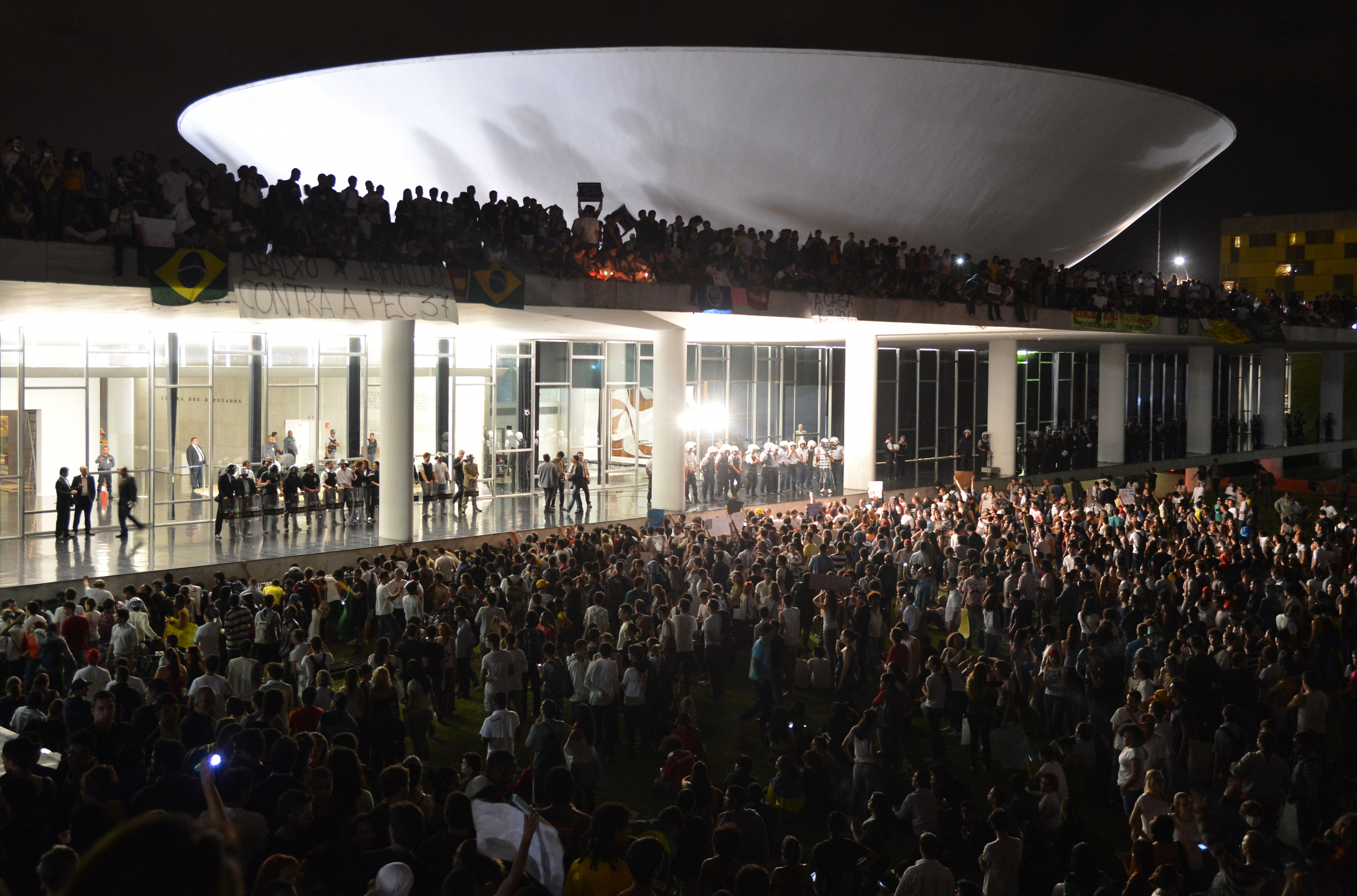
Manifestantes no Congresso Nacional em 17 de junho de 2013.

No final de junho de 2013, os governos municipais, estaduais e federal enfrentaram uma das maiores manifestações populares da história do Brasil. Inicialmente, os manifestantes foram motivados pelo aumento no valor da passagem de ônibus em diversas cidades brasileiras, atingindo inicialmente os meios de comunicação, posteriormente as discussões acadêmicas e finalmente as ruas brasileiras. O Movimento Passe Livre (MPL), que coordenou as manifestações, caracterizou-se como um movimento social clássico, ou seja, não institucionalizado e demandando ações do Estado sem comprometer com a apresentação de soluções, tendo como maior bandeira a defesa por passe livre, havendo nenhum pagamento de transporte público por parte da população e a garantia da mobilidade do cidadão como um dever do Estado. Outra razão das manifestações foi a Copa das Confederações FIFA de 2013 no Brasil, cuja realização coincidiu com as manifestações. Os protestos chegaram a reunir mais de um milhão de pessoas simultaneamente nas ruas de 80 cidades e se transformaram nas maiores manifestações de rua do país em mais de duas décadas. Segundo o pesquisador francês Frédéric Louault, o governo Dilma foi pego de surpresa pelos protestos, pois não percebeu o distanciamento que estava tomando dos movimentos sociais, tradicionais aliados do Partido dos Trabalhadores (PT). Um dos maiores símbolos das manifestações foi a hashtag "#nãovaitercopa", em alusão a realização da Copa do Mundo FIFA de 2014 no Brasil, permanecendo por grande parte dos meses de junho e julho de 2013 nos trending topics do Twitter.
À época, Dilma Rousseff possuía altos índices de popularidade, alcançando 79% de aprovação pessoal. Durante e após os protestos, a popularidade da presidente caiu acentuadamente, assim como a de boa parte dos governadores e prefeitos. Dilma chegou a empatar com Marina Silva em uma das simulações de segundo turno. No entanto, ao contrário de governadores e prefeitos, que preferiram manter distância das reivindicações para evitar maiores desgastes, Dilma apresentou na televisão um plano de cinco pactos em resposta às principais reivindicações das ruas – a defesa de uma maior responsabilidade fiscal para evitar o avanço da inflação, a proposta de criar uma assembleia constituinte para promover a reforma política, maiores investimentos em mobilidade urbana, a destinação de 100% dos royalties do pré-sal para a educação e ações voltadas para a melhoria da saúde pública.
Segundo avaliação do secretário-geral da presidência da República, Gilberto Carvalho, os protestos tiveram origem na insatisfação da população brasileira com os serviços públicos medianos que lhe são ofertados. Visão semelhante foi expressa pelo cientista político francês Olivier Dabène, pelo correspondente do El País Juan Arias e pelo ex-presidente Lula em sua coluna no New York Times. Segundo a AFP, os protestos também foram motivados pelo baixo crescimento econômico e inflação em alta no país, e de que foram organizados por jovens apolíticos de classe média, visão da qual tanto Lula quanto Arias discordam; segundo eles, os protestos ocorreram justamente devido ao fato de que as pessoas estão mais atentas à política nacional e não pela questão econômica. Para Louault, os protestos de junho deixaram claro que o Partido dos Trabalhadores se distanciou da juventude, o que poderia futuramente lhe trazer problemas de renovação interna do partido. Conforme as manifestações foram se tornando cada vez mais violentas a partir de julho, a participação popular nos protestos acabou se arrefecendo. Segundo Marcia Cavallari, diretora do Ibope Inteligência, o foco das manifestações se perdeu quando começaram a ação dos black blocs e do vandalismo, fazendo com que a grande maioria das pessoas queriam se manifestar por causas legítimas se inibissem.

### Após os protestos

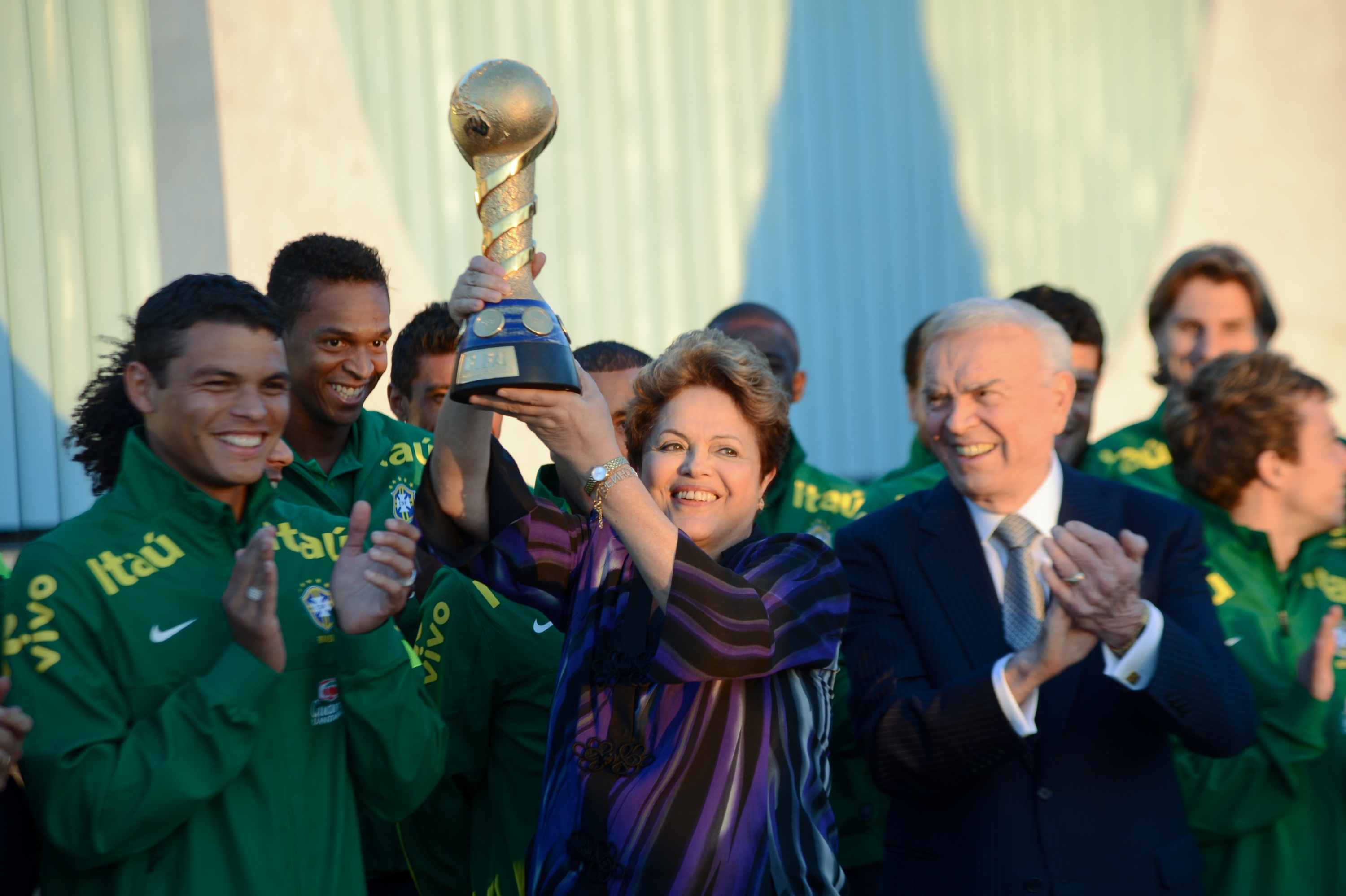
Dilma Rousseff recebe a Seleção Brasileira de Futebol com o troféu da Copa das Confederações FIFA de 2013.

Segundo o pesquisador francês Frédéric Louault, ao tentar apresentar uma resposta à população, os governantes se viram bloqueados pelos partidos que sustentam a base aliada do governo no Congresso. Por outro lado, o pacto pela responsabilidade fiscal foi celebrado, assim como a destinação dos royalties do pré-sal para a educação, com mudanças da Câmara dos Deputados para favorecer também a saúde pública e o anúncio de novos investimentos em Mobilidade Urbana. Os programas de Mobilidade Urbana do PAC 2 têm investido recursos em metrôs, Bus Rapid Transit (BRT), corredores de ônibus, veículos leves sobre trilhos, entre outros. Quanto à saúde, o governo implantou o programa Mais Médicos, que consistiu na vinda de médicos estrangeiros para o país para suprir a carência de profissionais nos municípios do interior e nas periferias das grandes cidades. Apoiado por 84,3% da população, o programa foi considerado o principal trunfo do governo Dilma e o principal fator que impulsionou a recuperação de sua popularidade após os protestos, subindo para 36% em agosto e 41% em novembro de 2013. Também teria contribuído para a recuperação da popularidade da presidente sua postura incisiva após as denúncias de que o governo dos Estados Unidos teria espionado o governo brasileiro. Foi estudada ainda a convocação de um plebiscito para aprovação da reforma política no Brasil, ideia que foi descartada. Contudo, em 2015, esta reforma foi aprovada pelo Congresso Nacional.
No início de outubro de 2013, Marina Silva teve o registro de seu partido, o Rede Sustentabilidade, negado pelo Tribunal Superior Eleitoral por não ter apresentado o número mínimo de assinaturas exigido pela legislação até o prazo de 5 de outubro de 2013, correspondendo um ano antes da eleição, ficando assim impossibilitada de concorrer à presidência em 2014 pela agremiação. Após reuniões com representantes do Partido Popular Socialista (PPS, atual Cidadania) e do Partido Socialista Brasileiro (PSB), sendo que este último havia rompido com o governo em 18 de setembro para lançar a candidatura do então governador de Pernambuco Eduardo Campos à presidência, Marina decidiu filiar-se ao PSB. Especulava-se que ela pudesse ser candidata a vice-presidente numa chapa encabeçada por Campos, o que mais tarde veio a se concretizar de fato.
Em 15 de novembro de 2013, foram presos os condenados pelo Supremo Tribunal Federal (STF) no julgamento da ação penal do mensalão. O julgamento começou em 2 de agosto de 2012 e foi concluído em 17 de dezembro do mesmo ano. Figuravam entre os 25 réus condenados figuras históricas do Partido dos Trabalhadores como José Dirceu, José Genoino e Delúbio Soares. Dilma evitou fazer comentários sobre as prisões dos colegas de partido, afirmando que não analisar as sentenças do STF é um procedimento exigido dos presidentes. Segundo os cientistas políticos Pedro Fassoni Arruda e Luciano Dias, o mensalão não deveria impactar a campanha de reeleição da presidente. De fato, a popularidade de Dilma cresceu após as prisões dos condenados, ao mesmo tempo em que grande maioria dos eleitores do Partido dos Trabalhadores (87%) declararam apoio às prisões. Um fato novo que especulava-se que poderia surgir do julgamento era a candidatura do relator da ação penal, o juiz Joaquim Barbosa, à presidência ou vice-presidência; como magistrado, ele tinha um prazo maior para se desincompatibilizar e disputar a eleição. No entanto, Barbosa preferiu não se lançar a cargo eletivo algum.
Outras manifestações continuaram sendo realizadas no país durante os anos de 2013 e 2014, organizadas principalmente por organizações como o Movimento Brasil Livre (MBL) e o Movimento Vem pra Rua, tendo como principal motivo a corrupção e inclusive solicitando a saída de Dilma do cargo de presidente. Especialmente nos estados de São Paulo e Rio de Janeiro.

### Operação Lava-Jato e Petrobras

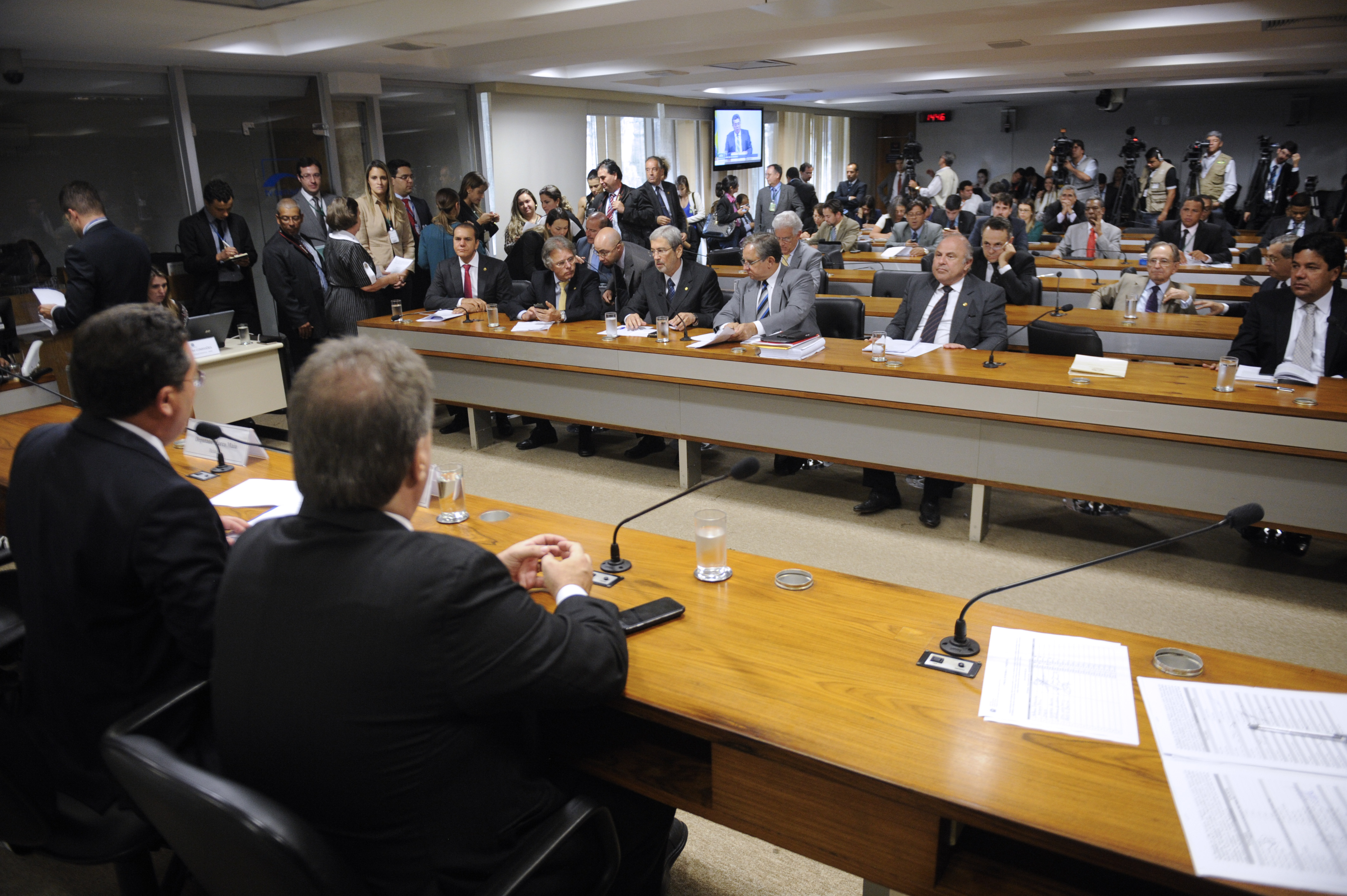
Sala de comissões do Senado Federal durante a Comissão Parlamentar Mista de Inquérito da Petrobras

Em 2006, a Petrobras pagou 360 milhões de dólares por 50% da refinaria de Pasadena. Em 2008, a Petrobras e a Astra Oil, empresa belga de petróleo, se desentenderam e uma decisão judicial obrigou a estatal brasileira a comprar a parte que pertencia à Astra Oil. A aquisição da refinaria de Pasadena acabou custando 1,18 bilhão de dólares à Petrobras, mais de 27 vezes o que a Astra teve de desembolsar. A refinaria texana de Pasadena foi a única a registrar lucro dentro do grupo Petrobras, no primeiro semestre de 2014. O lucro da unidade foi de aproximadamente US$ 130 milhões, devido ao benefício do uso do petróleo não convencional produzido nos Estados Unidos.
A Operação Lava Jato é o nome de uma investigação da Polícia Federal do Brasil iniciada em 17 de março de 2014 para apurar um esquema de lavagem de dinheiro suspeito de movimentar mais de 10 bilhões de reais, em 2014 estimado em mais de 20 bilhões de reais. A operação recebeu esse nome devido ao uso de uma rede de lavanderias e postos de combustíveis pela quadrilha para movimentar os valores de origem ilícita.
Até abril de 2014, a operação já contava com 46 pessoas indiciadas pelos crimes de formação de organização criminosa, crimes contra o sistema financeiro nacional, falsidade ideológica e lavagem de dinheiro e 30 presas, dentre elas o doleiro Alberto Youssef e o ex-diretor da Petrobras, Paulo Roberto Costa. Pedro Barusco disse que o esquema de pagamento de propinas na Petrobras começou em 1997. Em depoimento na CPI da Petrobras em março, Barusco  declarou: "Iniciei a receber propina em 1997 e 1998. Foi uma iniciativa pessoal, junto com o representante da empresa. De forma mais ampla, [receber propina] foi a partir de 2004, não sei precisar a data, mas foi a partir dali."
Segundo apurações do jornal El País Brasil, a base aliada do Governo Dilma recebeu 62% das doações feitas na eleição deste ano pelas empreiteiras investigadas pela corrupção na Petrobras. Dos cerca de duzentos milhões de reais doados pelas construtoras, 124 milhões foram para candidatos, cujos partidos pediram votos para a presidente. As legendas de oposição receberam 34% dos recursos entregues voluntariamente pelas construtoras, o que corresponde a 68,5 milhões de reais. Os demais valores foram para partidos que dão apoios eventuais ao Governo. Os dados constam da prestação de contas das candidaturas de primeiro turno entregues ao Tribunal Superior Eleitoral (TSE) e, em um primeiro momento, são legais, já que foram declarados pelas campanhas e comitês partidários. A Polícia Federal e o Ministério Público Federal, contudo, investigaram se parte desses valores foi "maquiada" como uma forma de encobrir o favorecimento às empresas em futuras licitações.

## Pré-candidaturas
As candidaturas só foram oficializadas pelos partidos entre 10 e 30 de junho de 2014, mas os partidos políticos do país começaram a definir seus candidatos à presidência antes do período.
No 14º Encontro Nacional do Partido dos Trabalhadores (PT), realizado no início de maio de 2014, foi oficializada a pré-candidatura de Dilma Rousseff à reeleição, pondo fim às especulações de que o ex-presidente Luiz Inácio Lula da Silva poderia vir a disputar novamente a presidência da República. Uma semana depois, dirigentes do Partido do Movimento Democrático Brasileiro (PMDB) se reuniram na capital federal e chegaram à conclusão de que o vice-presidente Michel Temer deveria continuar como companheiro de chapa de Dilma.
Em 10 de outubro de 2013, o Partido Socialista Brasileiro (PSB) definiu que o ex-governador de Pernambuco, e ex-aliado do PT, Eduardo Campos seria o candidato à presidência pela legenda, após ter deixado os cargos no governo federal em 18 de setembro daquele ano. Em 28 de novembro, a ex-ministra do meio ambiente Marina Silva, que não conseguiu legalizar seu partido, a Rede Sustentabilidade, a tempo para as eleições de 2014 e acabou se filiando ao PSB, anunciou que Campos seria o candidato do PSB à presidência, pondo fim às especulações de que ela poderia encabeçar a chapa do partido. No dia 14 de abril de 2014, Marina foi confirmada como candidata a vice-presidente na chapa do ex-governador pernambucano.
Em 19 de novembro de 2013, o Partido da Social Democracia Brasileira (PSDB) definiu que o senador por Minas Gerais, Aécio Neves, seria o candidato à presidência da sigla. O ex-governador de São Paulo e candidato derrotado em 2010 José Serra tentou se firmar como candidato pelo partido mas não conseguiu apoio suficiente dentro do partido. Em 16 de dezembro de 2013, Serra publicou um curto comunicado em sua conta no Facebook desistindo da indicação do partido.

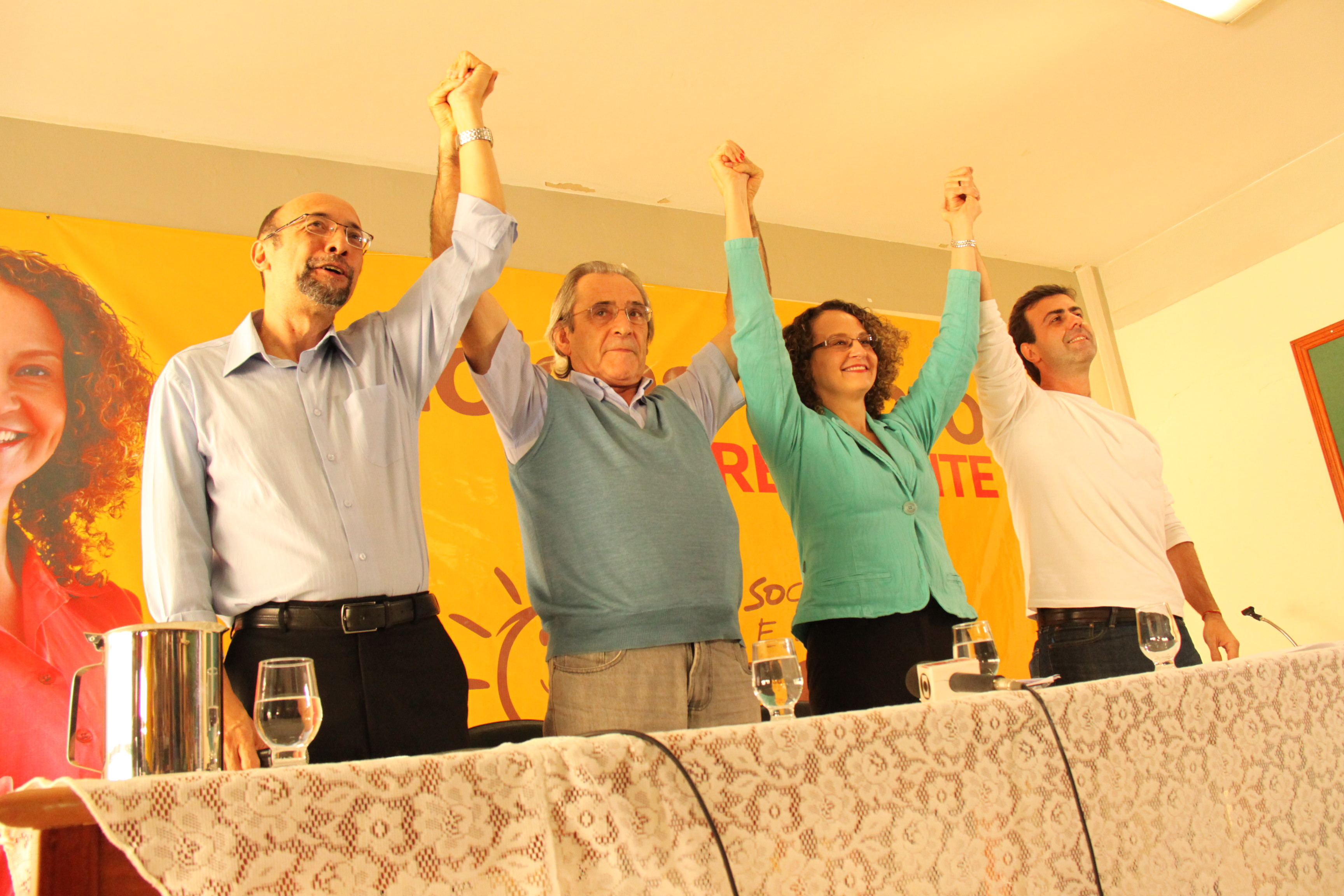
Convenção Eleitoral do Partido Socialismo e Liberdade de 2014, com a presença de Luiz Araújo, Jorge Paz, Luciana Genro e Marcelo Freixo.

Em 1° de dezembro de 2013, o Partido Socialismo e Liberdade (PSOL) havia escolhido o senador pelo Amapá, Randolfe Rodrigues, como candidato do partido para a presidência. Ele havia derrotado a pré-candidata Luciana Genro em votação promovida no 4° Congresso Nacional do partido. Porém, em 13 de junho de 2014, o PSOL anunciou que o senador desistiu da candidatura a presidente pelo partido e que ele seria substituído por Luciana. Na nota em que divulgou a desistência de Randolfe, o PSOL afirmou que o senador saiu da disputa para "construir uma alternativa política contra o retorno das forças conservadoras no estado do Amapá" e que a opção "representa um prejuízo na construção de uma alternativa de esquerda nestas eleições".
Em 22 de março de 2014, o Partido Verde (PV) divulgou nota oficializando a candidatura de Eduardo Jorge à presidência da República pela sigla. Durante evento realizado na Assembleia Legislativa de São Paulo no mesmo dia, o pré-candidato apresentou o documento "Viver bem, viver verde", com as diretrizes para a elaboração de um programa do PV para uma eventual gestão à frente do Governo Federal.
O deputado Pastor Everaldo do Partido Social Cristão (PSC) também colocou seu nome como pré-candidato à presidência da República, assim como o ex-deputado federal e três vezes candidato a presidente José Maria Eymael do Partido Social Democrata Cristão (PSDC  atual Democracia Cristã) e o presidente do Partido Renovador Trabalhista Brasileiro (PRTB), Levy Fidelix, que disputou a presidência em 2010. Outros candidatos de 2010 que anunciaram uma nova candidatura foram José Maria de Almeida do Partido Socialista dos Trabalhadores Unificado (PSTU) e Rui Costa Pimenta do Partido da Causa Operária (PCO). Por fim, o Partido Comunista Brasileiro (PCB) anunciou que escolheu Mauro Iasi para representar a sigla na disputa à presidência.
A advogada Denise Abreu lançou sua pré-candidatura pelo recém-criado Partido Ecológico Nacional (PEN, atual Patriota), porém encontrou resistência dentro do partido, dificuldades de estrutura de campanha e falta de planejamento. No último dia para a realização de convenções partidárias, o PEN comunicou ao PSDB seu apoio formal à candidatura de Aécio.

## Convenções partidárias
Os partidos políticos tiveram até o dia 30 de junho de 2014 para definir seus candidatos e coligações para as eleições. As decisões foram oficializadas durante as convenções partidárias, que ocorreram entre 10 a 30 de junho, período definido no artigo oitavo da Lei Eleitoral (Lei nº 9 504 de 1997). Válido para todos os partidos políticos, o prazo garante a isonomia entre as legendas. Ainda de acordo com o caput do artigo oitavo da Lei nº 9 504 de 1997, a ata com o registro dos candidatos e coligações escolhidos por cada partido deveria ser lavrada em livro aberto e rubricado pela Justiça Eleitoral.
| Nome e sigla do partido                               | Bancada Federal | Data da convenção | Posicionamento oficial |
| ----------------------------------------------------- | --------------- | ----------------- | --- |
| Partido do Movimento Democrático Brasileiro (PMDB)    | 73              | 10 de junho       | Apoio formal à candidatura de Dilma Rousseff (PT) à reeleição. Candidatura de Michel Temer a vice-presidente.                                                                                    |
| Partido Trabalhista Brasileiro (PTB)                  | 17              | 27 de junho       | Apoio formal à candidatura de Aécio Neves (PSDB). |
| Partido Democrático Trabalhista (PDT)                 | 18              | 10 de junho       | Apoio formal à candidatura de Dilma Rousseff (PT) à reeleição. |
| Partido dos Trabalhadores (PT)                        | 88              | 21 de junho       | Candidatura de Dilma Rousseff à Presidência da República. |
| Democratas (DEM)                                      | 28              | 30 de junho       | Apoio formal à candidatura de Aécio Neves (PSDB). |
| Partido Comunista do Brasil (PCdoB)                   | 15              | 27 de junho       | Apoio formal à candidatura de Dilma Rousseff (PT) à reeleição. |
| Partido Socialista Brasileiro (PSB)                   | 25              | 28 de junho       | Candidatura de Eduardo Campos à Presidência da República e Marina Silva a vice-presidente. Com a morte de Campos, formou-se a nova chapa composta por Marina Silva e Beto Albuquerque.           |
| Partido da Social Democracia Brasileira (PSDB)        | 44              | 14 de junho       | Candidatura de Aécio Neves à Presidência da República e Aloysio Nunes a vice-presidência (decisão tomada no dia 30 de junho de 2014).                                                            |
| Partido Trabalhista Cristão (PTC)                     | —               | 28 de junho       | Apoio formal à candidatura de Aécio Neves (PSDB). |
| Partido Social Cristão (PSC)                          | 12              | 14 de junho       | Candidatura de Everaldo Pereira à Presidência da República e Leonardo Gadelha a vice-presidente (decisão tomada no dia 30 de junho).                                                             |
| Partido da Mobilização Nacional (PMN)                 | 3               | 15 de junho       | Apoio formal à candidatura de Aécio Neves (PSDB). |
| Partido Republicano Progressista (PRP)                | 2               | 26 de junho       | Apoio formal à candidatura de Eduardo Campos (PSB). Com a morte de Campos, então apoia a nova chapa formada por Marina Silva e Beto Albuquerque.                                                 |
| Partido Popular Socialista (PPS)                      | 6               | 28 de junho       | Apoio formal à candidatura de Eduardo Campos (PSB). Com a morte de Campos, então apoia a nova chapa formada por Marina Silva e Beto Albuquerque.                                                 |
| Partido Verde (PV)                                    | 8               | 14 de junho       | Candidatura de Eduardo Jorge à Presidência da República e Célia Sacramento a vice-presidente. |
| Partido Trabalhista do Brasil (PTdoB)                 | 3               | 10 de junho       | Apoio formal à candidatura de Aécio Neves (PSDB). |
| Partido Progressista (PP)                             | 39              | 25 de junho       | Apoio formal à candidatura de Dilma Rousseff (PT) à reeleição. |
| Partido Socialista dos Trabalhadores Unificado (PSTU) | —               | 14 de junho       | Candidatura de José Maria de Almeida à Presidência da República e Cláudia Durans à vice-presidente.                                                                                              |
| Partido Comunista Brasileiro (PCB)                    | —               | 21 de junho       | Candidatura de Mauro Iasi à Presidência da República e Sofia Manzano a vice-presidente. |
| Partido Renovador Trabalhista Brasileiro (PRTB)       | —               | 15 de junho       | Candidatura de Levy Fidelix à Presidência da República. |
| Partido Humanista da Solidariedade (PHS)              | —               | 27 de junho       | Apoio formal à candidatura de Eduardo Campos (PSB). Decisão referendada no dia 30 de junho de 2014. Com a morte de Campos, então apoia a nova chapa formada por Marina Silva e Beto Albuquerque. |
| Partido Social Democrata Cristão (PSDC)               | 1               | 29 de junho       | Candidatura de José Maria Eymael à Presidência da República e Roberto Lopes à vice-presidente.                                                                                                   |
| Partido da Causa Operária (PCO)                       | —               | 30 de junho       | Candidatura de Rui Costa Pimenta à Presidência da República e Ricardo Machado a vice-presidente.                                                                                                 |
| Partido Trabalhista Nacional (PTN)                    | —               | 15 de junho       | Apoio formal à candidatura de Aécio Neves (PSDB). |
| Partido Social Liberal (PSL)                          | —               | 29 de junho       | Apoio formal à candidatura de Eduardo Campos (PSB). Com a morte de Campos, então apoia a nova chapa formada por Marina Silva e Beto Albuquerque.                                                 |
| Partido Republicano Brasileiro (PRB)                  | 10              | 30 de junho       | Apoio formal à candidatura de Dilma Rousseff (PT) à reeleição. |
| Partido Socialismo e Liberdade (PSOL)                 | 3               | 22 de junho       | Candidatura de Luciana Genro à Presidência da República e Jorge Paz a vice-presidente. |
| Partido da República (PR)                             | 32              | 21 de junho       | Apoio formal à candidatura de Dilma Rousseff (PT) à reeleição. Decisão referendada no dia 30 de junho de 2014.                                                                                   |
| Partido Pátria Livre (PPL)                            | —               | 28 de junho       | Apoio formal à candidatura de Eduardo Campos (PSB). Com a morte de Campos, então apoia a nova chapa formada por Marina Silva e Beto Albuquerque.                                                 |
| Partido Republicano da Ordem Social (PROS)            | 20              | 24 de junho       | Apoio formal à candidatura de Dilma Rousseff (PT) à reeleição. |
| Partido Social Democrático (PSD)                      | 45              | 25 de junho       | Apoio formal à candidatura de Dilma Rousseff (PT) à reeleição. |
| Partido Ecológico Nacional (PEN)                      | 1               | 30 de junho       | Apoio formal à candidatura de Aécio Neves (PSDB). |
| Solidariedade (SD)                                    | 21              | 21 de junho       | Apoio formal à candidatura de Aécio Neves (PSDB). |

## Candidatos e coligações
Com a definição dos candidatos e coligações partidárias, foi anunciado no dia 31 de julho pelo Tribunal Superior Eleitoral a lista definitiva dos candidatos a presidência e vice-presidência da república, além de seus respectivos tempos no horário eleitoral gratuito de propaganda partidária.
Nota: a tabela a seguir está organizada por ordem alfabética de candidatos.
| Presidente            | Presidente | Presidente | Vice-presidente        | Vice-presidente | Vice-presidente | Coligação                                                            | Número eleitoral | Cargo político anterior                                   | Tempo de horário eleitoral |
| Candidato             | Partido    | Partido    | Candidato              | Partido         | Partido         | Coligação                                                            | Número eleitoral | Cargo político anterior                                   | Tempo de horário eleitoral |
| --------------------- | ---------- | ---------- | ---------------------- | --------------- | --------------- | -------------------------------------------------------------------- | ---------------- | --------------------------------------------------------- | -------------------------- |
| Aécio Neves           |            | PSDB       | Aloysio Nunes          |                 | PSDB            | "Muda Brasil" (PSDB, SD, PMN, PEN, PTN, PTC, DEM, PTdoB, PTB)        | 45               | Senador por Minas Gerais (2011–2019)                      | 4 minutos e 35 segundos    |
| Dilma Rousseff        |            | PT         | Michel Temer           |                 | PMDB            | "Com a Força do Povo" (PT, PMDB, PSD, PP, PR, PDT, PRB, PROS, PCdoB) | 13               | Presidente do Brasil (2011–2016)                          | 10 minutos e 24 segundos   |
| Eduardo Jorge         |            | PV         | Célia Sacramento       |                 | PV              | Sem coligação                                                        | 43               | Deputado federal por São Paulo (1987–2003)                | 1 minuto e 4 segundos      |
| José Maria de Almeida |            | PSTU       | Cláudia Durans         |                 | PSTU            | Sem coligação                                                        | 16               | Sem cargo político anterior                               | 45 segundos                |
| José Maria Eymael     |            | PSDC       | Roberto Lopes          |                 | PSDC            | Sem coligação                                                        | 27               | Deputado federal por São Paulo (1986–1995)                | 45 segundos                |
| Levy Fidelix          |            | PRTB       | José Alves de Oliveira |                 | PRTB            | Sem coligação                                                        | 28               | Sem cargo político anterior                               | 45 segundos                |
| Luciana Genro         |            | PSOL       | Jorge Paz              |                 | PSOL            | Sem coligação                                                        | 50               | Deputada federal pelo Rio Grande do Sul (2003–2011)       | 51 segundos                |
| Marina Silva          |            | PSB        | Beto Albuquerque       |                 | PSB             | "Unidos pelo Brasil" (PSB, PPS, PSL, PHS, PPL, PRP)                  | 40               | Senadora pelo Acre (1995–2011)                            | 2 minutos e 3 segundos     |
| Mauro Iasi            |            | PCB        | Sofia Manzano          |                 | PCB             | Sem coligação                                                        | 21               | Sem cargo político anterior                               | 45 segundos                |
| Pastor Everaldo       |            | PSC        | Leonardo Gadelha       |                 | PSC             | Sem coligação                                                        | 20               | Subsecretário da Casa Civil do Rio de Janeiro (1999–2002) | 1 minutos e 10 segundos    |
| Rui Costa Pimenta     |            | PCO        | Ricardo Machado        |                 | PCO             | Sem coligação                                                        | 29               | Sem cargo político anterior                               | 45 segundos                |

## Campanha

### Influência dainternet
Diferentemente das eleições anteriores, nas quais a televisão, o rádio e o jornal eram os principais meios para obtenção de informações, no pleito de 2014 a internet teve um papel muito importante neste setor, conforme análise de dados das redes sociais mais populares no Brasil. No Facebook, com quase 89 milhões de usuários brasileiros em 2014, ocorreram cerca de 674,4 milhões de interações referentes a eleição durante os três meses e meio de campanha, entre agosto e outubro, tendo uma média de 5,96 milhões de interações ao dia e 7,6 interações por usuário. Já o Twitter recebeu quase quarenta milhões de mensagens sobre as eleições, tendo por diversas vezes as hashtags "#Aecio45PeloBrasil" e "#DilmaMudaMais", em alusão aos dois candidatos do segundo turno Dilma e Aécio, no topo da lista de temas mais comentados do mundo. Ainda conforme estudos do Instituto Brasileiro de Geografia e Estatística (IBGE) através da Pesquisa Nacional por Amostra de Domicílios (PNAD), o percentual da população brasileira que possuía algum tipo de acesso à internet saltou de 41,7% em 2010 para 54,4% em 2014, representando um aumento de quase 13,7 milhões de pessoas entre os anos eleitorais.
Com este aumento expressivo na utilização da internet por parte dos brasileiros, este meio passou a ser amplamente utilizado pelos candidatos para difusão de seus ideais e promover uma maior aproximação aos usuários em relação aos métodos antigos de comunicação. Segundo o doutor em Ciências da Comunicação Luli Radfahrer, o aumento na utilização da internet promoveu um grande fórum de discussão online, com representatividade da maioria dos setores sociais, gerando uma troca de informações que poderia auxiliar o eleitor na escolha do voto. Outro fator da internet que ganhou força nas eleições de 2014 foram os memes, sátiras de situações que são compartilhadas com o intuito do humor. Com a emergência de novos modelos de humor, especialmente nas plataformas digitais, ele passou a ser utilizado também no contexto eleitoral, atuando também para aliviar momentos de tensão e até mesmo promover o aprendizado de forma descontraída. Conforme uma pesquisa realizada por Viktor Chagas, doutor em Ciências da Comunicação, as candidatas Dilma Rousseff e Marina Silva foram as que mais protagonizaram estes memes durante uma amostragem realizada no decorrer de nove debates de cinco canais televisivos (Rede Bandeirantes, Sistema Brasileiro de Televisão, TV Aparecida, Rede Record e Rede Globo ), que foram compartilhados na rede social Twitter, com 147 e 127 memes cada, respectivamente.
Todavia, com o aumento no compartilhamento de informações, aumentaram também os índices de notícias falsas, conhecidas popularmente como fake news. Entre elas, estão notícias de envolvimento do candidato Aécio Neves com a utilização de cocaína, divulgação de uma ficha criminal apontando a candidata Dilma Rousseff como terrorista e assaltante de bancos no período ditatorial, doação de 2,5 milhões de reais para a campanha de Marina Silva partindo de Eduardo Campos mesmo após ser vítima de um acidente aéreo, o doleiro Alberto Youssef teria aparecido morto no dia 26 de outubro (segundo turno das eleições) em Curitiba, entre outras notícias comprovadamente falsas. Um levantamento da Fundação Getúlio Vargas (FGV) em 2018 constatou que milhares de robôs e perfis falsos em redes sociais foram utilizados para favorecer três candidatos: Aécio Neves, Dilma Rousseff e Marina Silva. Estes robôs e perfis falsos espalharam mensagens de apoio aos candidatos e diversos boatos referentes aos outros candidatos, buscando seus desfavorecimentos, tendo sido programados e executados pelas empresas que coordenavam as campanhas dos três candidatos.

### Controvérsias nas campanhas de Aécio e Dilma

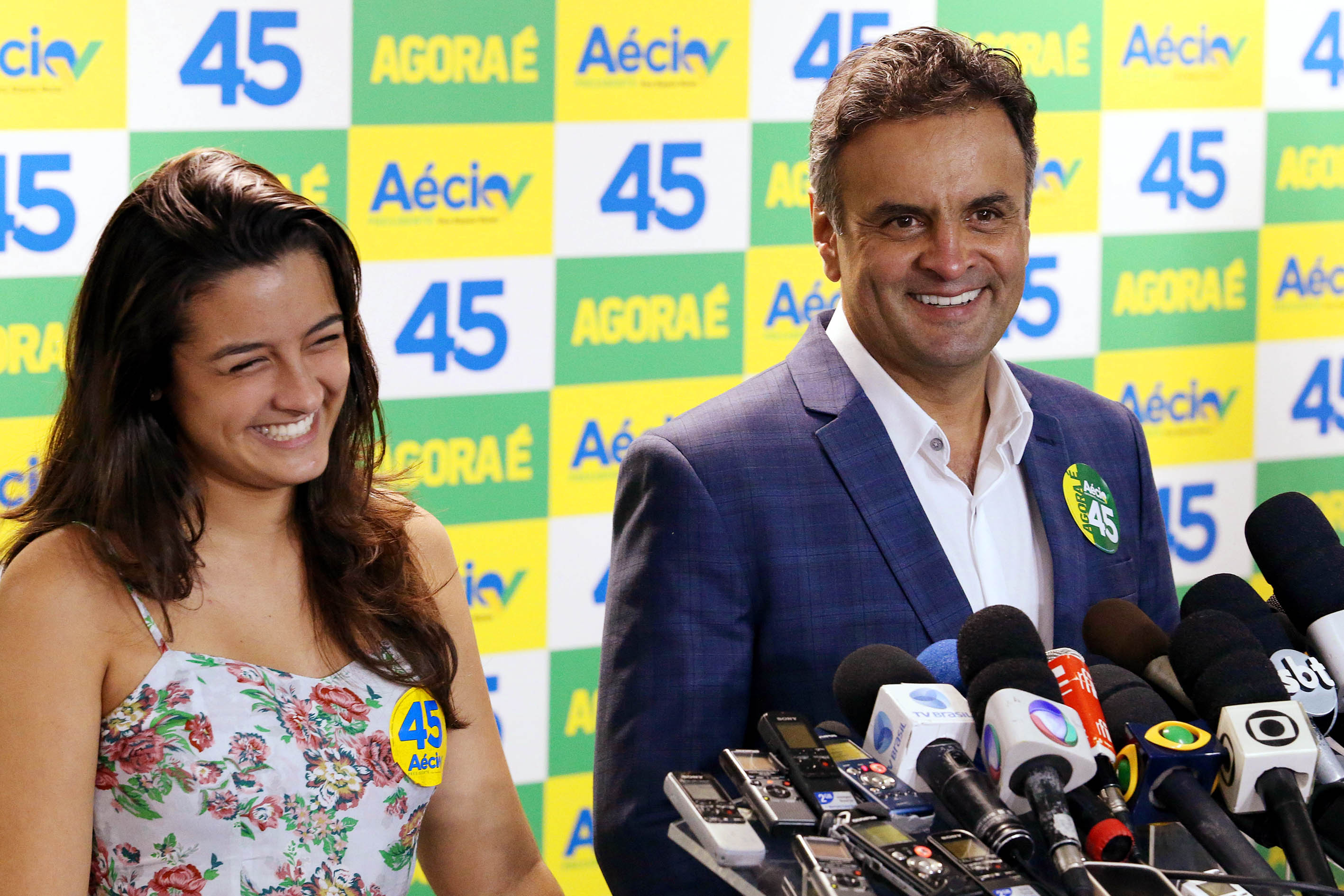
Aécio e sua filha Gabriela durante campanha

Em junho de 2014, já na campanha eleitoral para a Presidência da República, uma reportagem da Folha de S.Paulo revelou que o governo de Minas Gerais gastou quase 14 milhões de reais para construir um aeroporto dentro de uma fazenda de um parente de Aécio quando ele estava no segundo mandato como governador do Estado. Construído no município de Cláudio, o aeroporto ficou pronto em outubro de 2010 e era administrado por familiares de Aécio. As polêmicas em torno do assunto consumiram o tempo de exposição de Aécio, e acabou por prejudicar sua imagem nos momentos iniciais da campanha, onde teve que defender-se das acusações instauradas. A administração do aeroporto, em 2014, ainda não havia sido liberada pela Agência Nacional de Aviação Civil, porém o candidato admitiu que houve a operação de algumas aeronaves no local, algumas em que o mesmo havia sido o mandatário, cometendo uma infração de prejuízo à segurança aérea.
O Partido dos Trabalhadores, que pediu investigação por improbidade administrativa, acabou por, numa propaganda eleitoral de Dilma Rousseff, escalando uma ex-presidente do Sindicato dos Jornalistas de Minas Gerais para acusar Aécio de censura. Ela disse que o episódio do aeroporto era conhecido há tempos pelos jornalistas mineiros, porém a informação de que o mesmo havia sido construído em terras pertencentes a familiares do candidato Aécio seriam conhecidas somente na reportagem da Folha. O caso foi previamente arquivado em 9 de outubro de 2014, para não causar influências no período eleitoral, retornando à sua jurisdição logo após o mesmo.

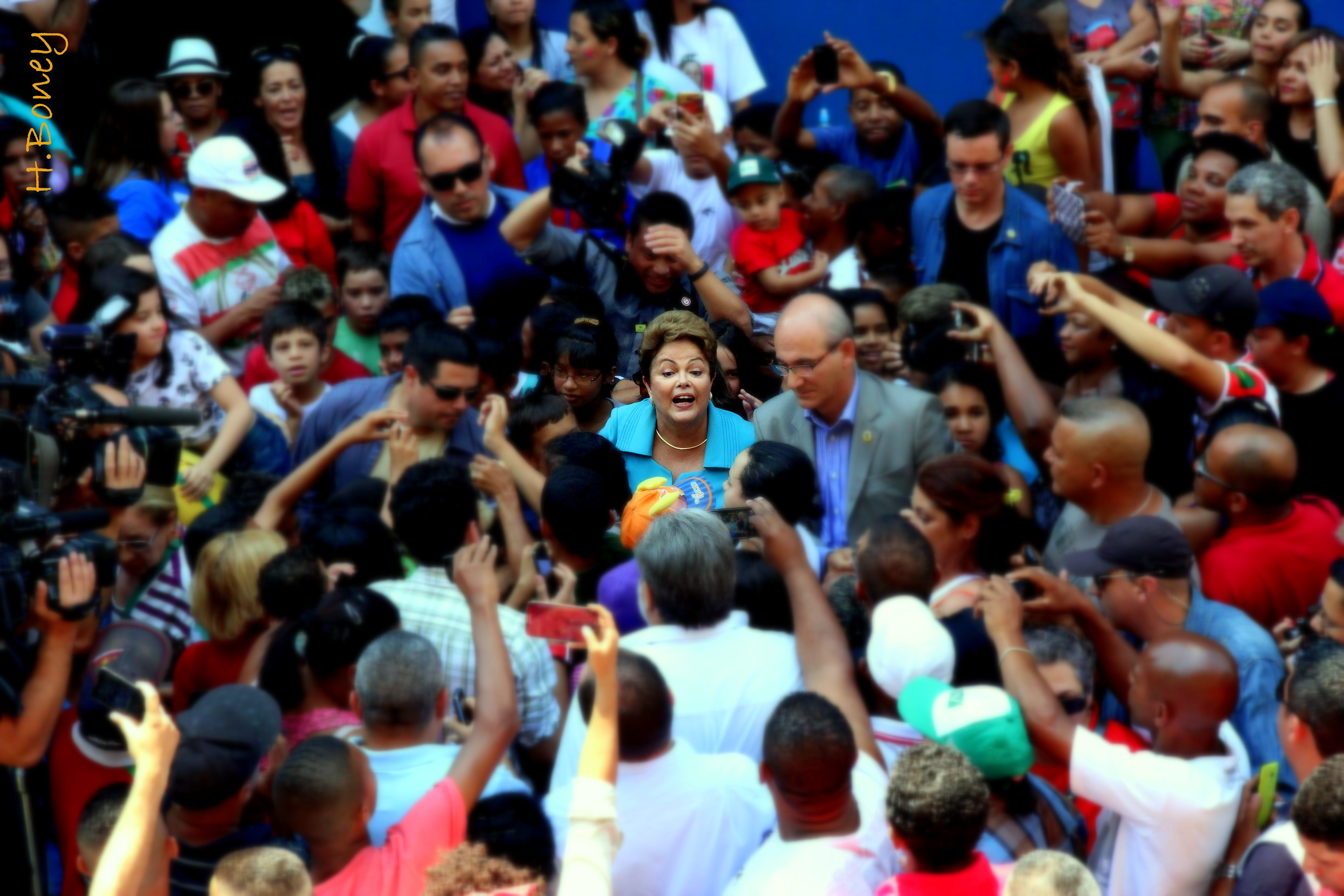
Dilma durante campanha em São Paulo.

Já na campanha de Dilma Rousseff, além dos protestos e ceticismos vindos do mandato anterior, algumas contradições surgiram. Entre elas, a postura do partido em adotar propagandas que visavam a desconstrução da imagem da candidata Marina Silva foram duramente criticadas pela imprensa e até mesmo pelos seus adversários. A campanha petista, coordenada pelo marqueteiro João Santana, foi considerada extremamente agressiva por parte da imprensa e dos outros candidatos, por espalhar boatos que Marina estaria despreparada para governar, afirmando que, caso eleita, iria colocar em perigo a autonomia do Banco Central do Brasil e seria contra a extração de petróleo no pré-sal, comparando-a ainda com o ex-presidente Fernando Collor de Melo, retirado do cargo em 1992. Segundo avaliação de um dos coordenadores da campanha de Dilma, estes ataques à Marina foram benéficos para Dilma, já que ampliaram a vantagem nas pesquisas eleitorais de 3% para quase 20% ao final da campanha de primeiro turno.

### Morte de Eduardo Campos

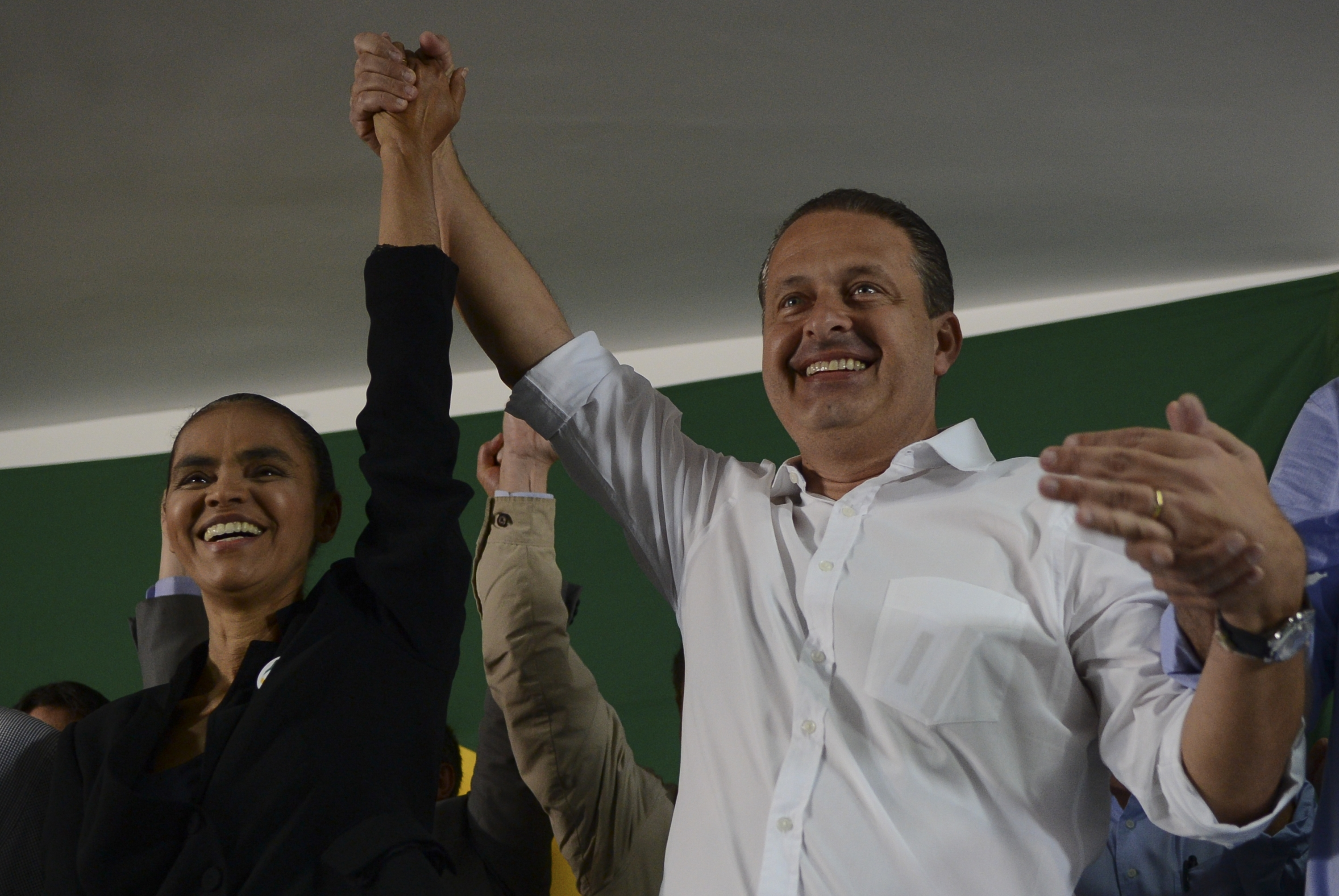
Eduardo Campos e Marina Silva durante a campanha presidencial

Em 13 de agosto de 2014, o candidato Eduardo Campos embarcou em um avião modelo Cessna Citation Excel que saiu do Rio de Janeiro em direção ao município de Guarujá para cumprir agenda de campanha. Por volta das 10h, o avião, após arremeter devido ao mau tempo, caiu em cima de um quintal em Santos, no bairro do Boqueirão, matando os sete ocupantes e ferindo 6 pessoas em solo. A morte de Eduardo Campos fez com que todo o rumo das eleições fosse alterado.
O Partido Socialista Brasileiro (PSB), partido ao qual Eduardo Campos pertencia, teve dez dias para apresentar um novo candidato à presidência. A expectativa de um nome para suceder Campos gerou muitas especulações e repercutiu internacionalmente. A coligação "Unidos pelo Brasil" decidiu aguardar as cerimônias fúnebres e o enterro das vítimas para discutir se Marina Silva assumiria a cabeça de chapa ou se então um novo nome seria divulgado. Entretanto, já no terceiro dia foi dito como certo a escolha de Marina. O irmão de Eduardo, Antônio Campos, também defendeu que Marina devesse encabeçar a chapa de disputa à presidência.

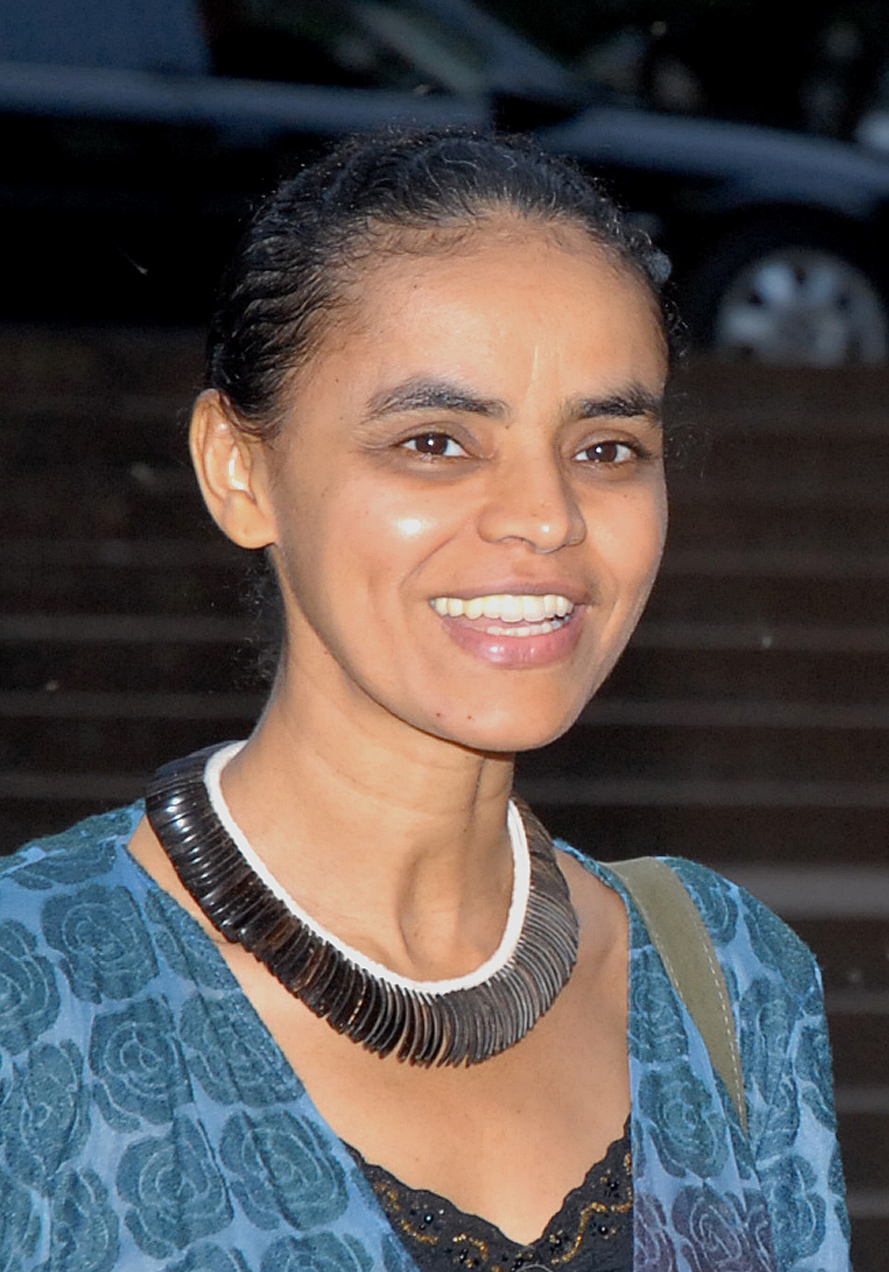
Marina Silva, que era vice de Eduardo Campos e passou a ser a presidenciável.

Na primeira pesquisa de intenções de votos após a morte de Eduardo Campos, realizada pelo Datafolha durante os dias 14 e 15 de agosto, incluíram Marina como substituta de Campos, e ela obteve cerca de 21% dos votos, contra 8% que ele havia conseguido na última pesquisa; desse modo, superou o Aécio Neves e estaria válida para um segundo turno. Na simulação de primeiro turno, os demais candidatos não tiveram perdas de voto, porém o índice de indecisos e nulos foi bastante reduzido. Na simulação de segundo turno, houve empate técnico entre Marina e Dilma.
No dia 16 de agosto, o PSB escolheu a ex-senadora e candidata a vice de Campos para ser a nova candidata do partido à presidência. Quando Marina Silva foi oficializada como substituta de Eduardo Campos, os partidos membros da coligação Partido Social Liberal (PSL) e PHS expressaram crítica pela indicação dela, alegando a falta de diálogo e confiança se ela manteria as promessas firmadas com Campos. O PSB já havia buscado evitar esses problemas, indicando como vice-presidente Beto Albuquerque, um político de confiança de Campos. Marina afirmou que as alianças seriam mantidas, afirmando: "Essa foi a construção que fizemos e obviamente é a construção que está mantida", porém, iria se preservar, deixando de participar de palanques da qual discorda, sendo substituída pelo vice.
No dia 22 de agosto, Marina Silva e Beto Albuquerque foram registrados no Tribunal Superior Eleitoral (TSE), como candidata à presidência e vice, respectivamente. Apesar dos atritos e ameaças, nenhum partido deixou a coligação. Porém, o coordenador-geral da campanha deixou o cargo por desacordo com a escolha da Marina.
Na segunda pesquisa de intenções de votos com Marina Silva como candidata à presidência, feita pelo Ibope entre os dias 23 e 25 de agosto, não houve empates. No primeiro turno, Dilma teria 34% dos votos, Marina 29%, e Aécio 19%. No segundo turno, Marina ganharia de Dilma com uma diferença de 9%. Na pesquisa anterior foram feitas entrevistas apenas em São Paulo, o que difere desta, na qual foram feita pesquisas em diversos estados. Também fora constatado que a rejeição de Marina era muito menor do que a de Aécio e Dilma, sendo, respectivamente, 10%, 18% e 36%. Porém, com o passar do tempo e a cada nova pesquisa de opinião, o índice de votos dela se reduzia, chegando até a 21%, contra 23% de Aécio Neves, na última pesquisa realizada pelo Ibope.

### Polêmicas no plano de governo de Marina

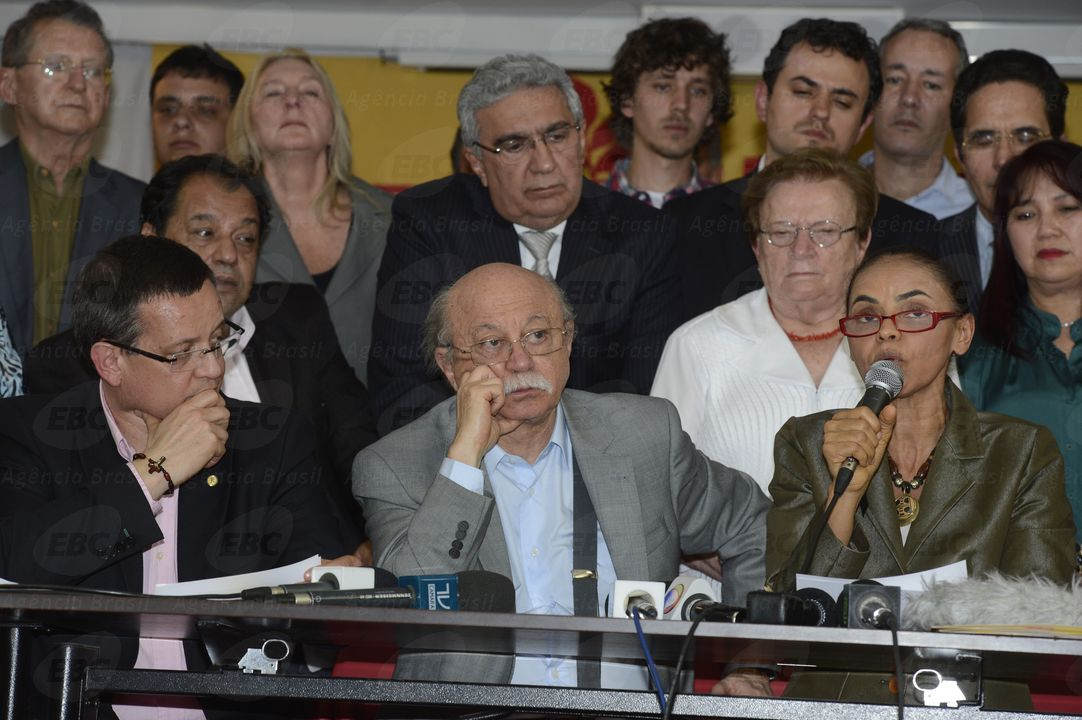
Entrevista coletiva de Marina Silva, para anunciar Beto Albuquerque como seu candidato a vice-presidência.

O programa de governo lançado no dia 29 de agosto pela campanha de Marina Silva, do Partido Socialista Brasileiro (PSB), levantou uma série de pontos polêmicos. Um deles diz respeito ao protagonismo do pré-sal, uma das bandeiras do então governo. No plano de Marina, ele é relegado para segundo plano, o que gerou críticas da candidata do Partido dos Trabalhadores, Dilma Rousseff. A utilização da energia nuclear também foi citada como importante na primeira versão do plano, porém à noite do mesmo dia, Marina divulgou nota dizendo que a inclusão desse ponto foi um "erro de revisão". Em relação ao pré-sal, o programa tinha papel secundário no eixo de prioridades para o setor energético proposto pela equipe de Marina, sendo abordado em apenas uma passagem de seu plano de governo. Basicamente, o programa propunha a adoção de diferentes maneiras para a obtenção de energias com ampliação da participação da eletricidade e a redução do consumo absoluto de combustíveis fósseis através do aumento da proporção de energias renováveis, tais como energia eólica, solar e de biomassa, principalmente da cana-de-açúcar.
Outro ponto bastante controverso foi a posição de Marina a favor da criminalização da homofobia e do casamento homoafetivo, assuntos que enfrentam forte resistência da igreja evangélica, da qual a candidata fazia parte. Porém, assim como a energia nuclear, este assunto foi retirado do plano de governo apenas dois dias depois, após enfrentar pressões de diversas bancadas. O programa de governo previa ainda o fim da reeleição, a adoção de um mandato de cinco anos e mudanças nos critérios de votação para cargos proporcionais, buscando eleger apenas os mais votados e excluir totalmente a influência dos partidos para a escolha dos candidatos.
O programa previa também uma menor presença do Estado na economia, criando condições para elevar a participação do capital privado nos investimentos. Segundo Marina: "A situação das finanças públicas e a rigidez do orçamento tornam imprescindível que deixemos de lado a prepotência e o dirigismo para criar as condições necessárias à atração de capital privado". Assim, o programa apresentado por Marina, elaborado quando Eduardo Campos ainda era o presidenciável do PSB, indica que o Banco Nacional de Desenvolvimento Econômico e Social (BNDES) teria papel menor no caso de vitória da ex-senadora.

### Principais propostas
Além de Dilma, Aécio e Marina, os outros nove candidatos também apresentaram planos de governo. As principais propostas do candidato Eduardo Jorge do Partido Verde (PV) tiveram como base o desenvolvimento sustentável, a bandeira principal de seu partido e, segundo o próprio plano, "um projeto que combine desenvolvimento sustentável, justiça
social, cultura de paz com radicalização da democracia". Além disso, também foram abordados os temas reforma política, fortalecimento da administração pública nos municípios, trabalhos de redução da inflação, aumento do uso da hidroeletricidade, reforma geral na previdência, implantação de carreira nacional para professores e profissionais da saúde, estabelecimento de uma "cultura de paz" entre as diferentes classes sociais, raças e orientações, redução da desigualdade e implantação de programas do governo focados na população que vive em condições de miséria e o fortalecimento das relações internacionais do Brasil. O candidato José Maria de Almeida, do Partido Socialista dos Trabalhadores Unificados (PSTU), apresentou um plano de governo com dezesseis propostas iniciais. As propostas são: rompimento com a divida pública, estatização do sistema financeiro, anulação do leilão do pré-sal e estatização completa da Petrobras, anulação das privatizações de empresas privadas como a Vale S.A., aumento geral dos salários e congelamento dos preços, reforma agrária, redução da jornada de trabalho, fim do fator previdenciário, estatização do setor de transportes, destinação de 10% do Produto Interno Bruto para o setor educacional e outros 10% para o setor da saúde, plano de obras públicas para moradia e emprego, reorganização do saneamento básico, combate ao racismo e descriminalização dos movimentos sociais.
O candidato José Maria Eymael, do Partido da Social Democracia Cristã, apresentou seu plano de governo no dia 25 de agosto. O mesmo englobava as seguintes propostas: estabelecimento de um plano de metas sociais, formulação e aplicação de uma nova política econômica, promoção da reforma do sistema tributário nacional, aplicação da política nacional de segurança pública, desenvolvimento e fortalecimento do Sistema Único de Saúde (SUS), priorizar a educação como vetor fundamental para o desenvolvimento do país, promoção da cultura como forma de lazer da população; estatização completa da Petrobras e programas efetivos de combate às drogas.
O plano de governo do candidato Levy Fidelix do Partido Renovador Trabalhista Brasileiro foi apresentado em 30 de agosto. O mesmo englobava propostas como reforma financeira e tributária, minirreforma constitucional, transformação do Bolsa Família e outros programas sociais em um "salário-família", eliminação de impostos sobre dez alimentos da cesta básica, concessão de caderneta de poupança para cada criança nascida no país, criação do Banco de Poupança, Emprego e Desenvolvimento Econômico voltado para os jovens, desenvolvimento da região Centro-Oeste, concentração dos recursos da saúde para a duplicação dos postos de atendimento ambulatoriais de emergência e pronto socorros, implantação do programa de informatização da alfabetização escolar ao ensino médio e investimento na logística do país.
No plano de governo da candidata Luciana Genro do Partido Socialismo e Liberdade, foram apresentadas propostas referentes à transição para a redução da influencia capitalista, descriminalização do consumo recreativo da maconha, redução da jornada de trabalho, fim de isenção fiscal de igrejas, fazer cumprir o artigo 223 da Constituição Brasileira de 1988, que prevê a regulamentação dos meios de comunicação, mudança na política econômica de juros, reforma tributária e mudanças na cobrança do Imposto de Renda.
O candidato Mauro Iasi, do Partido Comunista Brasileiro, defendeu a Revolução Socialista, construção de um poder popular, socialização dos principais meios de produção essenciais à garantia da vida, realização de uma reforma agrária socializada, política agrícola sustentável ecologicamente, reversão imediata das privatizações e a estatização de setores estratégicos, bem como de todo o sistema financeiro, e a garantia de saúde e educação pública.
O candidato Pastor Everaldo do Partido Social Cristão teve suas propostas baseadas em três eixos principais: qualidade de vida, poder nacional e governança. Baseando-se nos mesmos, apresentou as seguintes propostas: economia livre a partir do empreendedorismo individual, modernização da infraestrutura e da mobilidade urbana, reforma na educação e na saúde, preservação do valor real das aposentadorias, reforma política, combate à criminalidade e ao tráfico de entorpecentes, criação de políticas públicas para estimular a recriação dos laços afetivos e morais entre as famílias, desburocratização do processo de adoção de crianças abandonadas, fim do voto obrigatório, eliminação da intervenção do governo brasileiro em assuntos internacionais e busca de equilíbrio das contas públicas por meio do corte de gastos.
Por fim, o candidato Rui Costa Pimenta do Partido da Causa Operária apresentou suas principais propostas, como a extinção dos impostos sobre os trabalhadores, imposto único sobre o capital e as grandes fortunas, expropriação de latifúndios, controle operário das grandes empresas agrícolas, dissolução da Polícia Militar, extinção do Estatuto do Desarmamento, direito irrestrito de greve, descriminalização do aborto, estatização das escolas privadas, expropriação dos grandes laboratórios farmacêuticos e o Plano Nacional de Emergências.

### Programa eleitoral

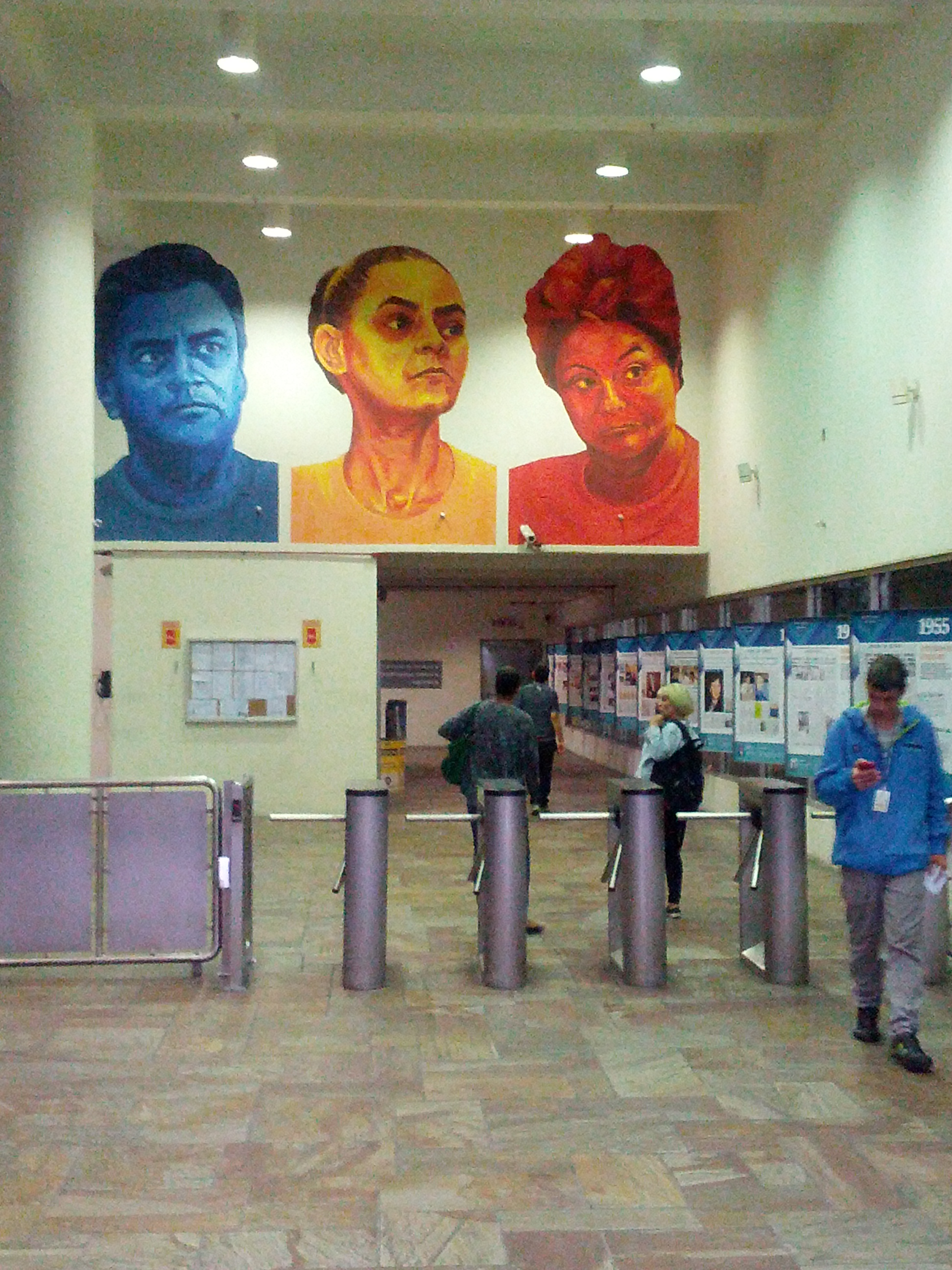
Caricatura dos principais candidatos na entrada do jornal Folha de S.Paulo

De acordo com a lei eleitoral, todas as redes de acesso gratuito de televisão e rádio deveriam reservar dois programas de 50 minutos por dia. O tempo reservado a cada um dos candidatos foi determinado com base no número de deputados da sua coligação na Câmara dos Deputados. Apenas um terço do tempo foi dividido de forma igualitária entre todos. O horário eleitoral gratuito também incluiu candidatos concorrendo a cargos de Governador, Deputados Estadual e Federal, e Senador.
A propaganda no rádio e na televisão no primeiro turno foi exibida no período de 19 de agosto a 2 de outubro. Para a eleição presidencial, as propagandas foram transmitidas pelo rádio às terças, quintas e sábados das 7h25 às 7h50 e das 12h25 às 12h50. Na televisão, foram exibidas nas mesmas datas, das 13h às 13h25 e das 20h30 às 20h55. A divisão dos 25 minutos disponíveis é feita com base nos critérios previstos na Lei das Eleições, sendo que um terço é dividido igualmente entre todos e o restante leva em conta o tamanho das bancadas na Câmara dos Deputados. A propaganda para deputado federal também foi ao ar nas mesmas datas da presidência. Para senador, governador e deputado estadual ou distrital, a propaganda foi exibida às segundas, quartas e sextas.
No segundo turno, as propagandas no rádio e na televisão foram ao ar de 9 à 24 de outubro, das 7h às 7h20 e das 12h às 12h20, no rádio; das 13h às 13h20 e das 20h30 às 20h50, na televisão. Dilma Rousseff e Aécio Neves tinham dez minutos cada.
Os estados que elegeram um governador diretamente no primeiro turno (Alagoas, Bahia, Espírito Santo, Mato Grosso, Minas Gerais, Paraná, Pernambuco, Piauí, Maranhão, Santa Catarina, São Paulo, Sergipe e Tocantins) tiveram somente o horário político presidencial. Já os estados que não elegeram seu governador no primeiro turno (Acre, Amapá, Amazonas, Ceará, Distrito Federal, Goiás, Mato Grosso do Sul, Pará, Paraíba, Rio de Janeiro, Rio Grande do Norte, Rio Grande do Sul, Rondônia e Roraima) tiveram, além do tempo dos presidenciáveis, o tempo da propaganda eleitoral dos candidatos ao governo que foram ao segundo turno. Cada um teve dez minutos, assim como os presidenciáveis. O horário político dos candidatos desses estados foi ao ar das 7h às 7h40 e das 12h às 12h40, no rádio; das 13h às 13h40 e das 20h30 às 21h10, na televisão.

### Apoios no segundo turno
Com o resultado oficial do primeiro turno, as figuras e partidos políticos já começaram a definir quem iriam apoiar no segundo turno, optando entre Dilma Rousseff do Partido dos Trabalhadores e Aécio Neves do Partido da Social Democracia Brasileira, ou pela neutralidade.
Logo após o resultado final do primeiro turno ser divulgado, a terceira colocada, Marina Silva, sinalizou apoio a Aécio, mas nada foi oficializado, e dois dias depois, a candidata impôs condições para o apoio dela à Aécio, que não aceitou mudar seu programa de governo apenas para obter o apoio dela. Aécio recebeu o apoio do responsável pela área econômica do programa de governo de Marina Silva, Eduardo Giannetti da Fonseca. No dia 12 de outubro, a candidata Marina Silva declarou seu apoio à candidatura de Aécio Neves (PSDB).
Os principais partidos da coligação de Marina Silva oficializaram apoio a Aécio Neves. O Partido Popular Socialista (PPS) formalizou o apoio à Aécio no dia 7 de outubro de 2014 por decisão unânime do Partido. O Partido Socialista Brasileiro (PSB) definiu apoio a Aécio no dia 8 de outubro, em uma reunião da Executiva Nacional do partido, onde 21 integrantes votaram a favor do apoio à Aécio, enquanto 6 integrantes votaram pela neutralidade.
O Partido Verde (PV) e seu candidato a presidência, Eduardo Jorge, oficializaram no dia 8 de outubro, por 33 votos a favor e 6 contra, o apoio a Aécio, e a mesma posição foi tomada no mesmo dia pelo Partido Social Cristão (PSC), e seu candidato a presidência, Pastor Everaldo. O Partido Social Democrata Cristão (PSDC) também anunciou apoio a Aécio.
O Partido Socialismo e Liberdade (PSOL) e sua candidata a presidência, Luciana Genro, optaram pela neutralidade, mas repudiaram o voto em Aécio, sugerindo à militância votar branco, nulo, ou em Dilma. O Partido Socialista dos Trabalhadores Unificado (PSTU) optou pela neutralidade, e recomendou somente o voto nulo.
No dia 15 de outubro, Levy Fidelix anunciou o apoio dele e de seu partido, o Partido Renovador Trabalhista Brasileiro (PRTB), a Aécio.

## Pesquisas de opinião
Os institutos de pesquisa começaram a testar o cenário mais provável da eleição, com Dilma Rousseff, Aécio Neves e Eduardo Campos como candidatos, a partir da segunda semana de outubro de 2013, após a decisão de Marina Silva de se filiar ao PSB depois do Tribunal Superior Eleitoral ter negado o registro da Rede Sustentabilidade. Assim sendo, as pesquisas realizadas a partir de 11 de outubro de 2013 não podem ser comparadas com as anteriores, que apresentam Marina Silva e Eduardo Campos como adversários entre si. Em todas as pesquisas divulgadas desde então, Dilma Rousseff venceria a disputa no primeiro turno, já que atingiria a maioria absoluta dos votos nas pesquisas, porém a vantagem diminui ao longo dos meses. Desde 1º de janeiro de 2014, os institutos de pesquisa são obrigados a registrar suas pesquisas perante a Justiça Eleitoral. Em todas as pesquisas divulgadas, a margem de erro foi de dois pontos percentuais, para mais ou para menos.
| Esta página contém um gráfico que utiliza a extensão <graph> . A extensão está temporariamente indisponível e será reativada quando possível. Para mais informações, consulte o ticket T334940 . | |
| | Esta página contém um gráfico que utiliza a extensão <graph>. A extensão está temporariamente indisponível e será reativada quando possível. Para mais informações, consulte o ticket T334940. |

As pesquisas oficiais para o primeiro turno do pleito iniciaram-se no dia 13 de fevereiro, com pesquisa divulgada pelo instituto Vox Populi, com os pré-candidatos já anunciados na época. Na mesma, Dilma Rousseff liderava a disputa com 41% das intenções, seguida por Aécio Neves com 17% e Eduardo Campos com 6%. Além destes, foram incluídos na consulta os pré-candidatos Pastor Everaldo, Randolfe Rodrigues (que não concorreu), Levy Fidelix, José Maria Eymael e Mauro Iasi, que não chegaram a somar 1% das intenções. Em outro cenário, com Marina Silva no lugar de Campos, ela soma 23% das intenções, mas ainda perde para Dilma, que soma 43%, e fica à frente de Aécio, que soma 15%. O percentual de votos em branco ou nulos foi considerado alto, chegando a cerca de 20% das intenções. Em outra pesquisa, do dia 2 de abril e realizada pelo instituto Datafolha, Dilma aparece com 38% das intenções, tendo sua média reduzida devido ao pessimismo econômico no país, além de Aécio com 16% e Campos com 10%; em outro cenário, novamente com Marina no lugar de Campos, ela apareceria com 27% das intenções, sendo que Dilma teria 39%.
Com a morte de Eduardo Campos em 13 de agosto, as pesquisas subsequentes passaram a trazer o nome de Marina Silva em seu lugar, posição que foi confirmada pelo Partido Socialista Brasileiro em 16 de agosto. Na primeira pesquisa divulgada logo após a morte de Campos, em 14 de agosto pelo Datafolha, Marina atingiu 21% das intenções, sendo superada por Dilma que estava com 36%. Nas pesquisas seguintes, as intenções de voto para Marina passaram a aumentar gradativamente, sendo que na pesquisa do dia 28 de agosto, realizada pelo Datafolha, Marina atingiu 34% das intenções de voto, empatando diretamente com Dilma, que também chegou a 34%. Porém, nas pesquisas subsequentes, suas intenções de voto passaram a reduzir gradativamente, chegando a 28% em 8 de setembro, 22% em 20 de setembro e 25% em 27 de setembro.
Já Dilma manteve suas intenções de voto entre 35% e 41% durante os dias 1 de setembro e 3 de outubro, sendo em todas as ocasiões a candidata com maior intenção de voto. Já Aécio Neves esteve em todas as pesquisas entre os dias 14 de agosto e 1 de outubro na terceira colocação, atrás de Dilma e Marina, variando suas intenções de voto entre 14% e 20%. Porém, na pesquisa do dia 2 de outubro, realizada pela Central Nacional de Televisão, Aécio ultrapassou Marina e assumiu a segunda colocação, com 24% das intenções de voto, enquanto Marina somava apenas 21%. Com isso, nas últimas pesquisas, Aécio permaneceu na segunda colocação, somando 20% no dia 3 de outubro, em pesquisa do Vox Populi, e 22% no mesmo dia, em pesquisa do Datafolha. Na última pesquisa divulgada antes do primeiro turno, no dia 4 de outubro pelo IBOPE Inteligência, Dilma liderava com 40% das intenções, seguida por Aécio com 27% e Marina com 24%. Os outros candidatos também foram avaliados: Pastor Everaldo, Luciana Genro e Eduardo Jorge chegaram a 1% das intenções cada; José Maria de Almeida, Rui Costa Pimenta, José Maria Eymael, Levy Fidelix e Mauro Iasi não chegaram a 1% das intenções cada. As intenções de voto para brancos e nulos somaram 7% e os que não souberam ou não responderam somaram 5%.
|  | Esta página contém um gráfico que utiliza a extensão <graph>. A extensão está temporariamente indisponível e será reativada quando possível. Para mais informações, consulte o ticket T334940. |

Com a definição dos candidatos que foram a segundo turno, as pesquisas iniciaram-se já no dia 7 de outubro, apenas dois dias após o primeiro turno. Na primeira pesquisa, divulgada pelo Ibope, Aécio Neves aparecia na primeira colocação, com 46% das intenções, seguido por Dilma Rousseff com 44%. Aécio permaneceu na liderança em pesquisa divulgada no dia 9 de outubro pelo Datafolha, tendo as mesmas intenções da pesquisa anterior. Em pesquisa divulgada no dia 11 de outubro pelo Vox Populi, Dilma assumiu a liderança com 45% das intenções, seguida por Aécio com 44%. Porém nas próximas pesquisas, do dia 12 de outubro realizada pelo Ibope, e do dia 14 de outubro realizada pelo Datafolha, Aécio reassume a liderança com 45% das intenções, seguido por Dilma com 43%.
Porém, na pesquisa do dia 18 de outubro divulgada pela Central Nacional de Televisão (CNT), Dilma reassume a liderança e permanece assim pelas cinco pesquisas seguintes. Na pesquisa da CNT, Dilma teve 45% das intenções, seguida por Aécio com 44%. Nas pesquisas subsequentes, as intenções de voto de Dilma variaram entre 46% e 49%, mantendo-se sempre na liderança. Na pesquisa do dia 23 de outubro, realizada novamente pela CNT, Aécio reassume a liderança, com 45% das intenções, seguido por Dilma com 44%. Porém, nas três últimas pesquisas, Dilma volta à liderança, somando 49% em pesquisa do dia 24 de outubro, realizada pelo Ibope, e 47% no mesmo dia, realizada pelo Datafolha. Na última pesquisa do segundo turno, realizada pelo Vox Populi, Dilma liderava com 48% das intenções de voto, seguida por Aécio com 41%, tendo ainda os votos brancos e nulos, além dos entrevistados que não souberam ou não responderam, somando 10% das intenções.

## Debates

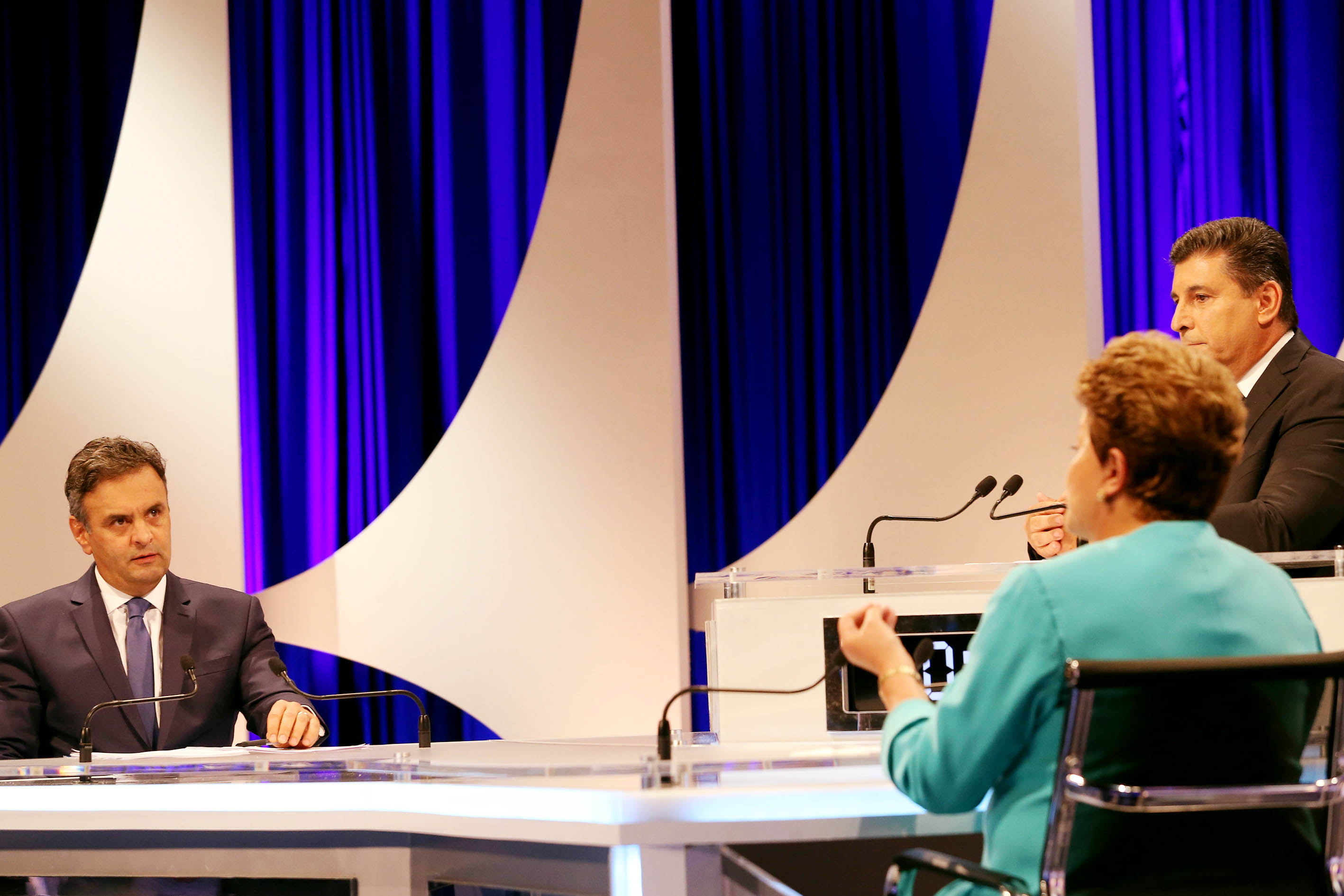
Debate entre os presidenciáveis Aécio Neves e Dilma Rousseff no SBT

Os debates nestas edições foram realizados de 26 de agosto até o dia 24 de outubro. O Tribunal Superior Eleitoral autorizou a veiculação de cinco debates televisionados para o primeiro turno e quatro para o segundo turno.

### Primeiro turno
Conforme determina o artigo 46 da lei nº 9.504, de 30 de setembro de 1997, todos os candidatos que pertencem a partidos com representação no Congresso Nacional devem ser convidados para participação nos debates, enquanto os candidatos restantes tem seu convite facultativo. Sendo assim, todos os debates contaram com a presença dos seguintes candidatos, por ordem alfabética: Aécio Neves, Dilma Rousseff, Eduardo Jorge, Levy Fidelix, Luciana Genro, Marina Silva e Pastor Everaldo. Excepcionalmente, no debate da TV Aparecida, o candidato José Maria Eymael foi convidado pela emissora.
O primeiro debate televisionado ocorreu em 26 de agosto, realizado pela Rede Bandeirantes. No primeiro bloco do debate, o tema abordado foi "Segurança Pública", requerendo que os candidatos respondessem uma questão sobre diminuição dos índices de criminalidade e acabar com o domínio das facções criminosas nos presídios. Marina Silva defendeu o desenvolvimento de uma "justiça social"; Dilma Rousseff ressaltou as criações de seu governo até então, e afirmou que a base do seu governo, se fosse reeleita, seria a educação; Aécio Neves defendeu a segurança, transparência fiscal e responsabilidade na gestão das contas públicas; Luciana Genro defendeu o rompimento da política econômica vigente; Levy Fidelix defendeu a revisão da dívida pública brasileira; Eduardo Jorge repudiou qualquer radicalismo na política entre direita e esquerda; e Pastor Everaldo reafirmou seus pontos contra o aborto, a legalização das drogas e o casamento de pessoas do mesmo sexo.
Já o segundo debate, organizado pelo Sistema Brasileiro de Televisão, ficou marcado pela troca de acusações entre as candidatas Dilma e Marina, em assuntos referentes à economia em recessão, insatisfação da população, refino do petróleo e desigualdades sociais. Já o candidato Aécio recebeu diversos questionamentos referentes à escândalos de corrupção envolvendo seu partido, o PSDB, onde defendeu que a marca do partido é a "austeridade", e refutou a candidata Dilma, questionando-a referente a casos de corrupção presentes em seu governo, onde afirmou que "a corrupção jamais foi varrida para debaixo do tapete". Além disso, Everaldo defendeu-se de acusações referente ao processo no qual é acusado de agredir a ex-mulher; Luciana esclareceu suas propostas com interesse popular; Eduardo comentou sobre suas perspectivas de combate às drogas no sistema prisional; e Fidelix defendeu-se de acusações ao seu partido, o PRTB.
No terceiro debate, pela primeira vez organizado pela TV Aparecida e Conferência Nacional dos Bispos do Brasil, uma confusão generalizada entre seguranças e jornalistas marcou os bastidores, onde pessoas identificadas com broches da Presidência da República, que estariam cobrindo a candidata Dilma, começaram a empurrar repórteres quando os mesmos se aproximaram para colher fotos e entrevistas. Na confusão, uma repórter ficou ferida. Já no debate, Aécio e Dilma voltaram a trocar farpas em assuntos referentes à corrupção, Operação Lava Jato, mensalão tucano e o caso do aeroporto de Cláudio. José Maria Eymael, em sua primeira e única participação nos debates desta eleição, defendeu a reforma tributária e enalteceu os feitos de seu partido, o PSDC. Marina afirmou a polarização presente entre os principais partidos políticos do país; Luciana defendeu o voto consciente do eleitor, em candidatos que tenham suas propostas alinhadas; Everaldo defendeu a vida humana desde sua concepção, sendo contra o aborto e a legalização das drogas; Eduardo enalteceu o crescimento constante de seu partido, o PV; Fidelix, por sua vez, afirmou que importa-se com a mudança do país, ao invés das polarizações políticas.
O debate realizado pela Rede Record, o quarto deste pleito, ficou marcado pelo confronto entre Fidelix e Luciana, no qual, quando questionado sobre políticas de combate à homofobia e de apoio a diversidade sexual, afirmou que "aparelho excretor não reproduz", fazendo referência a uma suposta queda nos níveis de crescimento da população devido a homossexualidade. A reação nas redes sociais, logo após o debate, foi imediata, tendo a hashtag "#LevyVocêÉNojento" figurando no primeiro lugar das mais comentadas no Twitter. Além disso, também após o debate, os candidatos Aécio, Dilma, Eduardo, Luciana e Marina repudiaram a atitude de Fidelix. Retornando ao debate, as candidatas Dilma e Marina voltaram a enfrentar-se, desta vez tendo como assunto a troca de partidos de Marina, a aprovação da Contribuição Provisória sobre Movimentação Financeira (CPMF) no Senado e a política governamental referente ao etanol. Aécio tratou de uma reforma no setor energético do país, caso fosse eleito; Eduardo voltou a defender o voto consciente do eleitor; e Everaldo defendeu a meritocracia e liberdade da imprensa.
No último debate antes do primeiro turno, organizado pela Rede Globo, os atritos entre candidatos voltaram a acontecer. O confronto que mais repercutiu foi entre Luciana e Aécio, no qual a candidata acusou Aécio de ser um "fanático das privatizações e da corrupção", citando ainda os escândalos de corrupção envolvendo seu partido, o PSDB. Aécio, em sua resposta, afirmou que a candidata Luciana estava sendo leviana e não estava preparada para disputar a presidência da república. Em novo confronto, as candidatas Dilma e Marina trocaram farpas novamente, desta vez referentes ao Banco Central, reforma do Bolsa Família e Operação Lava-Jato. Aécio e Dilma também enfrentaram-se, em questões referentes à Caixa Econômica Federal, Banco do Brasil e o programa Minha Casa, Minha Vida. Luciana e Eduardo questionaram ainda o candidato Fidelix referente ao caso ocorrido no debate anterior, onde Fidelix reafirmou sua posição e disse que não se arrependeu do que disse. Everaldo ressaltou ainda a necessidade de manutenção imediata das relações exteriores do Brasil; e Eduardo ressaltou novamente a importância de seu partido, o PV.
| Data                   | Organizadores                         | Mediadores                     | Participantes                                                                                           | Não convidados                         |
| ---------------------- | ------------------------------------- | ------------------------------ | --- | -------------------------------------- |
| 26 de agosto de 2014   | Rede Bandeirantes                     | Ricardo Boechat                | Aécio Neves Dilma Rousseff Eduardo Jorge Levy Fidelix Luciana Genro Marina Silva Pastor Everaldo        | Eymael Mauro Iasi Rui Pimenta Zé Maria |
| 1 de setembro de 2014  | SBT, Folha de S.Paulo, Jovem Pan, UOL | Carlos Nascimento              | Aécio Neves Dilma Rousseff Eduardo Jorge Levy Fidelix Luciana Genro Marina Silva Pastor Everaldo        | Eymael Mauro Iasi Rui Pimenta Zé Maria |
| 16 de setembro de 2014 | TV Aparecida, CNBB                    | Rodolpho Gamberini             | Aécio Neves Dilma Rousseff Eduardo Jorge Eymael Levy Fidelix Luciana Genro Marina Silva Pastor Everaldo | Mauro Iasi Rui Pimenta Zé Maria        |
| 28 de setembro de 2014 | Record, R7                            | Celso Freitas e Adriana Araújo | Aécio Neves Dilma Rousseff Eduardo Jorge Levy Fidelix Luciana Genro Marina Silva Pastor Everaldo        | Eymael Mauro Iasi Rui Pimenta Zé Maria |
| 2 de outubro de 2014   | TV Globo, G1                          | William Bonner                 | Aécio Neves Dilma Rousseff Eduardo Jorge Levy Fidelix Luciana Genro Marina Silva Pastor Everaldo        | Eymael Mauro Iasi Rui Pimenta Zé Maria |

### Segundo turno
Com a definição dos candidatos à presidência para o segundo turno, os debates foram retomados apenas nove dias após o primeiro turno, com os candidatos Dilma Rousseff e Aécio Neves. Para o segundo turno, o Tribunal Superior Eleitoral autorizou a veiculação de quatro debates televisionados.
O primeiro debate televisionado do segundo turno foi organizado pela Rede Bandeirantes. O debate ficou marcado por confrontos pessoais entre Aécio e Dilma, e questões sobre o escândalo de corrupção na Petrobras, o Bolsa Família e os rumos da economia dominaram a pauta. Ao primeiro bloco, os candidatos discutiram o tema saúde pública, com Dilma fazendo críticas ao governo de Aécio como governador de Minas Gerais, pelos baixos índices de qualidade obtidos. Já no segundo bloco, o tema central foi a economia, onde Aécio acusou Dilma de ter perdido o controle da inflação durante seu governo, e que existe uma iminência de uma "explosão nos índices inflacionários". Os momentos mais tensos do debate foram logo em seguida, onde o escândalo da Petrobras foi tratado. Aécio acusou novamente Dilma de apresentar indiferença em relação à políticos de seu partido, o PT, após a condenação dos mesmos, onde Dilma rebateu afirmando que os casos de corrupção foram iniciados ainda em governos do partido de Aécio, o PSDB. Os temas seguintes foram referentes à segurança pública e educação, porém não foram apresentadas propostas de governo válidas, limitando-se aos ataques pessoais.
No debate seguinte, organizado pelo SBT, os ataques pessoais entre Dilma e Aécio retornaram. Novamente, Aécio acusou Dilma de participação em casos referentes ao escândalo da Petrobras, principalmente pela denúncia do Tribunal de Contas da União por supostas fraudes em obras do Complexo Petroquímico do Rio de Janeiro. Na resposta, Dilma acusou o partido de Aécio, o PSDB, de "engavetar os escândalos" e "escondê-los abaixo do tapete". Logo após, Dilma perguntou a Aécio referente à Lei Seca, devido ao fato de o candidato ter sido flagrado dirigindo embriagado em 2011. Aécio reconheceu o erro, mas solicitou que o foco do debate voltasse à questões políticas. No final do debate, durante uma entrevista separada à repórter do SBT, Dilma teve uma queda de pressão e precisou sentar-se, interrompendo por alguns momentos a entrevista.
Ao terceiro debate televisionado, organizado pela Rede Record, os candidatos Dilma e Aécio passaram a discutir propostas e reduziram os ataques pessoais, diferentemente dos debates anteriores. No primeiro bloco, foram tratados os temas "valorização do empreendedorismo" por Dilma, defendendo a parcela da economia que esta área ocupa, e "violência pública" por Aécio, mostrando os níveis descontrolados de segurança pública no país como um geral. Já no segundo bloco, com o tema economia, Dilma explorou as leis trabalhistas, defendendo uma reforma que seria feita em seu novo governo, enquanto Aécio citou medidas de controle geral da inflação. E no último bloco, com o tema corrupção, alguns poucos ataques pessoais foram feitos pelos dois lados, novamente tendo como tema o escândalo da Petrobras.
O último debate, organizado pela Rede Globo, teve uma novidade em relação aos outros: o IBOPE Inteligência selecionou doze eleitores de todo o país que estavam indecisos em relação à seu voto para que fizessem perguntas diretamente aos candidatos. No primeiro bloco, as perguntas dos candidatos tiveram como temas o escândalo da Petrobras, assim como nos três debates anteriores, emprego, infraestrutura de transportes, programas de auxílio à moradia e programas de educação. As perguntas dos eleitores indecisos foram referentes ao combate às drogas, emprego, saneamento, segurança, educação e o escândalo do Mensalão. Para encerrar, Dilma defendeu a qualidade de vida dos brasileiros, em especial dos jovens e das mulheres; já Aécio enfatiza a necessidade de mudança do país, e ressaltou a importância de seu avô, Tancredo Neves, para a política brasileira.
| Data                  | Organizadores                         | Mediadores                     | Dilma Rousseff (PT) | Aécio Neves (PSDB) |
| --------------------- | ------------------------------------- | ------------------------------ | ------------------- | ------------------ |
| 14 de outubro de 2014 | Rede Bandeirantes                     | Ricardo Boechat                | Presente            | Presente           |
| 16 de outubro de 2014 | SBT, Folha de S.Paulo, Jovem Pan, UOL | Carlos Nascimento              | Presente            | Presente           |
| 19 de outubro de 2014 | Record e R7                           | Celso Freitas e Adriana Araújo | Presente            | Presente           |
| 24 de outubro de 2014 | TV Globo, G1                          | William Bonner                 | Presente            | Presente           |

## Votação
Segundo o calendário oficial divulgado pelo Tribunal Superior Eleitoral, o primeiro turno da eleição seria realizado no dia 5 de outubro em todo território nacional, e o segundo turno no dia 26 de outubro, em todo território nacional, caso a eleição presidencial necessite de novo pleito, ou nos estados onde a escolha do governador necessite de segundo turno. Ainda como define o artigo 144 do Código Eleitoral Brasileiro, o pleito teria início às oito horas e seria finalizado às dezessete horas, conforme o horário de cada local de votação. Caso o horário das dezessete horas fosse atingido, e ainda houvesse eleitores na fila, seriam distribuídas senhas aos que chegassem na fila até este horário, sendo encerrado o pleito somente no momento que o último eleitor da fila registrasse seu voto.
Só poderiam participar do pleito as pessoas físicas brasileiras, com idade a partir de dezesseis anos completos, que estivessem devidamente registradas e regularizadas no banco de dados do Justiça Eleitoral do Brasil, com posse do seu título eleitoral. Para pessoas entre dezesseis e dezoito anos, maiores de setenta anos e analfabetos, o voto era facultativo.
Segundo dados do Tribunal Superior Eleitoral, 142 822 046 pessoas estavam aptas a votar nas eleições, divididas em mais de 450 mil pontos de votação em 5 570 municípios. Além das pessoas que votam no Brasil, mais 354 184 eleitores estavam aptos a votar para presidente fora do Brasil, em 135 cidades de 89 países.

### Tecnologia

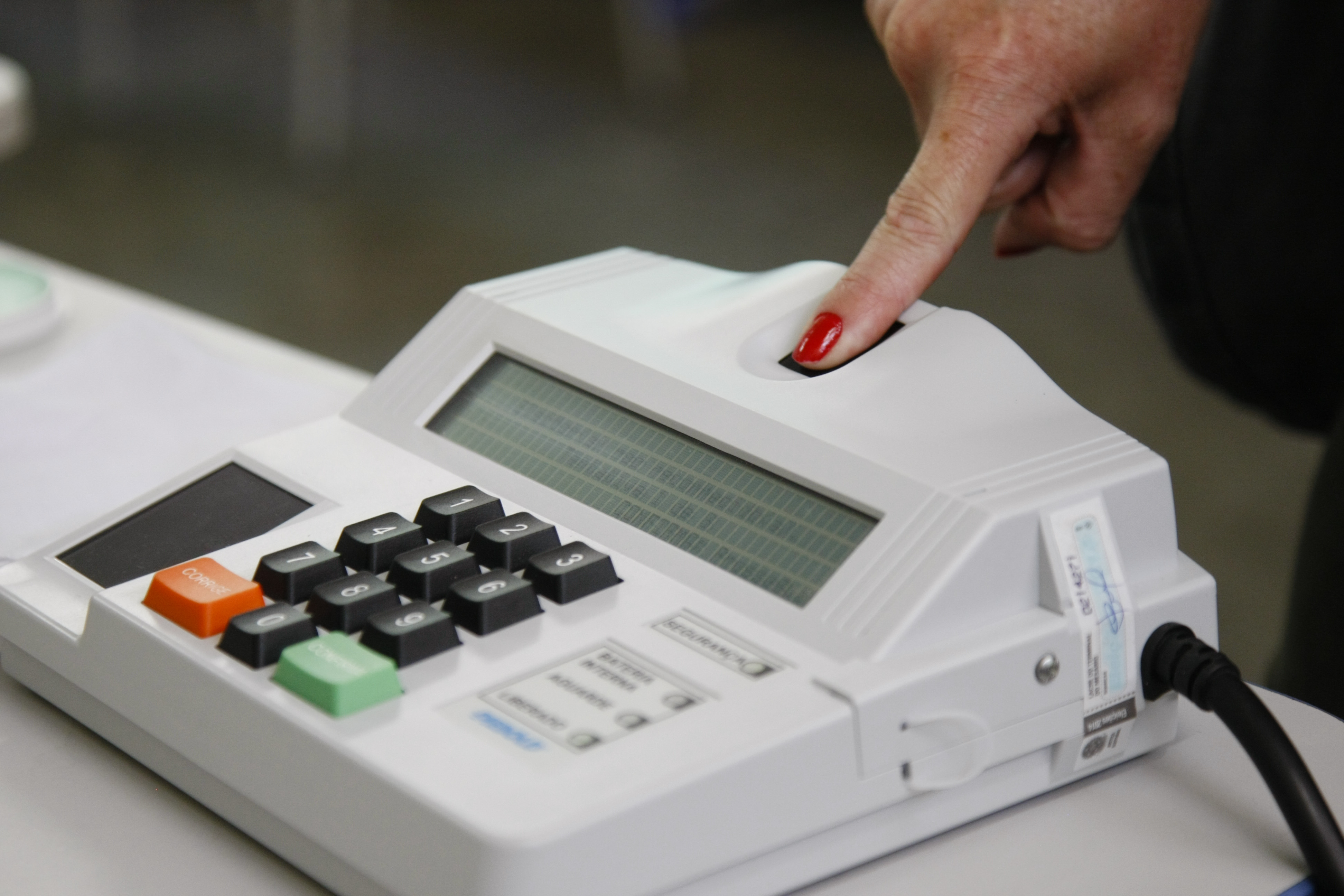
Recolhimento de dados biométricos facilitou a identificação do eleitor

A urna eletrônica brasileira foi novamente utilizada para computar os votos do pleito, mesmo sendo alvo de diversas controvérsias referentes à sua segurança. Porém, segundo a Justiça Eleitoral, nos dezoito anos de utilização do processo eleitoral, não houve qualquer caso de fraude comprovada ou de tentativa de fraude. Críticos do sistema brasileiro de eleições requeriam a utilização do voto impresso para legitimar uma votação, porém o pedido foi barrado pelo Supremo Tribunal Federal em 6 de novembro de 2013 por unanimidade, alegando que a impressão poderia colocar em risco o sigilo do voto. Ainda segundo Giuseppe Janino, secretário do Tribunal Superior Eleitoral, a amplitude térmica e física sofrida pela urna no transporte a regiões remotas, como no Norte, o risco de falhas na impressão do voto é mais elevado do que somente a urna.
Esta foi a segunda eleição na qual a identificação biométrica do leitor foi utilizada. Cerca de 21 677 955 eleitores tiveram suas impressões digitais e fotografias cadastradas para a identificação biométrica em 764 cidades, sendo 15 capitais, representando cerca de 15% de todos os eleitores. O valor representa um grande avanço em comparação com as eleições anteriores, onde apenas 0,008% dos eleitores estavam aptos a votar utilizando a biometria. Segundo o Tribunal Superior Eleitoral, a biometria previne ainda mais as fraudes e falsificações de títulos eleitorais, além de prevenir que um mesmo eleitor vote mais de uma vez. Isto porque o terminal de votação somente é liberado quando o terminal do mesário reconhece os dados biométricos do eleitor. Conforme dados do TSE apresentados logo após o pleito, o sistema biométrico funcionou com eficiência e não apresentou graves falhas.

### Logística

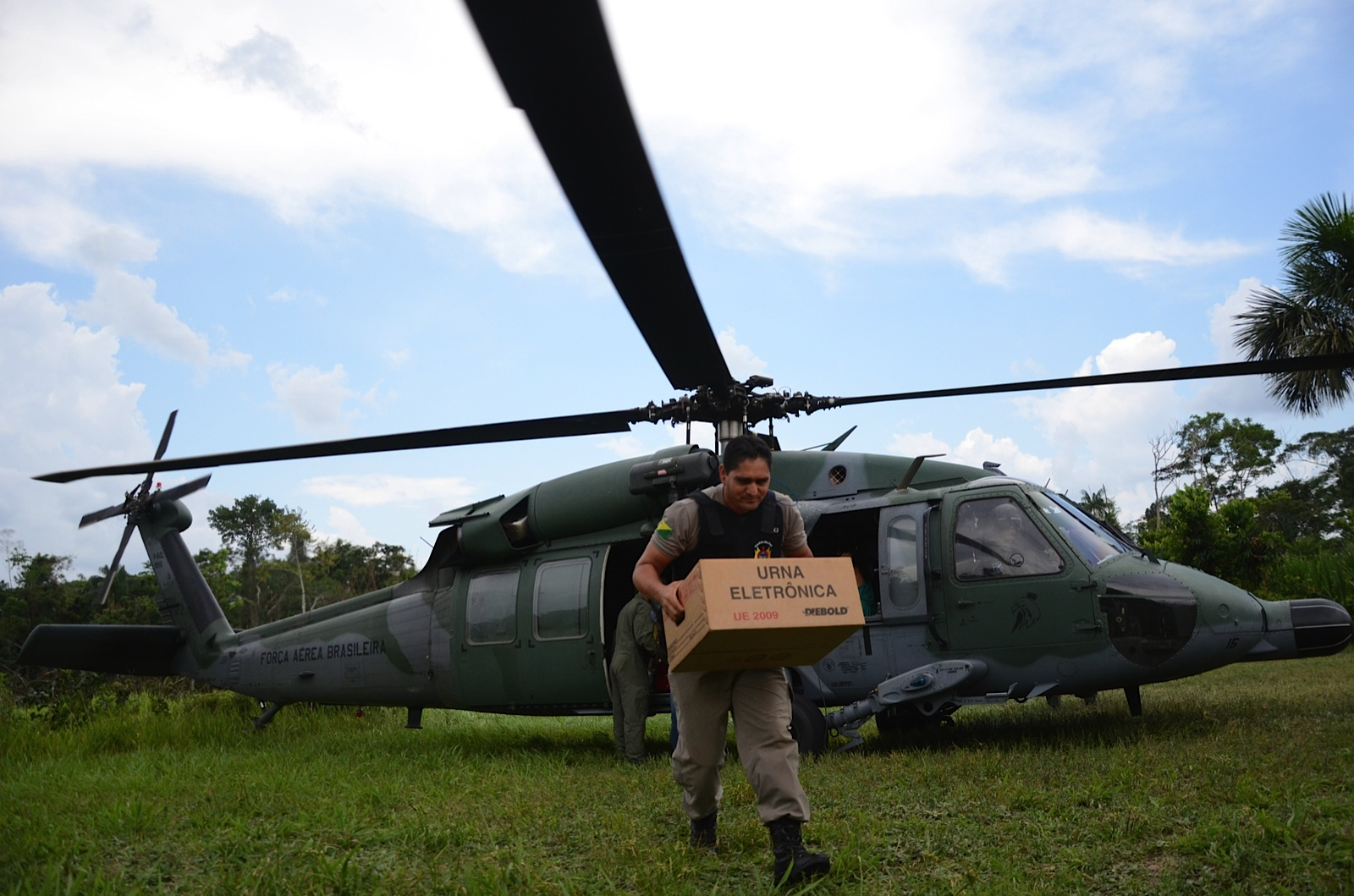
Militares das Forças Armadas auxiliam na distribuição e recolhimento das urnas em localidades remotas.

Devido à grande extensão territorial do Brasil, a votação em alguns locais remotos pode ser de difícil acesso para as urnas e mesários. Por isso, as Forças Armadas do Brasil (Exército, Força Aérea e Marinha) disponibilizaram mais de 30 mil soldados para atuar em 326 municípios, além de caminhões, aviões, helicópteros, lanchas e navios. Os militares atuaram com dois objetivos, entre eles a garantia da lei e da ordem, em regiões violentas ou que poderiam pôr em risco o resultado das eleições, além do apoio logístico propriamente dito. De acordo com o Ministério da Justiça, as ações serão baseadas em operações feitas durante o período da Copa do Mundo e haverá o compartilhamento de informações para evitar crimes eleitorais.
Já para o segundo turno, foram empregados 15 mil militares em 280 localidades, sendo que em 89 municípios houve o apoio logístico e em 191 municípios houve a garantia da lei e da ordem. Para que um município ou estado solicitasse o apoio dos militares, deveria ser encaminhado um pedido formal ao Tribunal Superior Eleitoral ou Tribunal Regional Eleitoral de cada estado. Após isso, o plenário do TSE analisaria cada pedido e, em caso de deferimento do mesmo, o Ministério da Defesa designaria os efetivos e meios para cumprir as solicitações, conforme normatiza o Código Eleitoral. Com o apoio militar, as eleições puderam ser concluídas com um número reduzido de ocorrências e sem atrasos significativos na apuração dos votos.

### Ocorrências

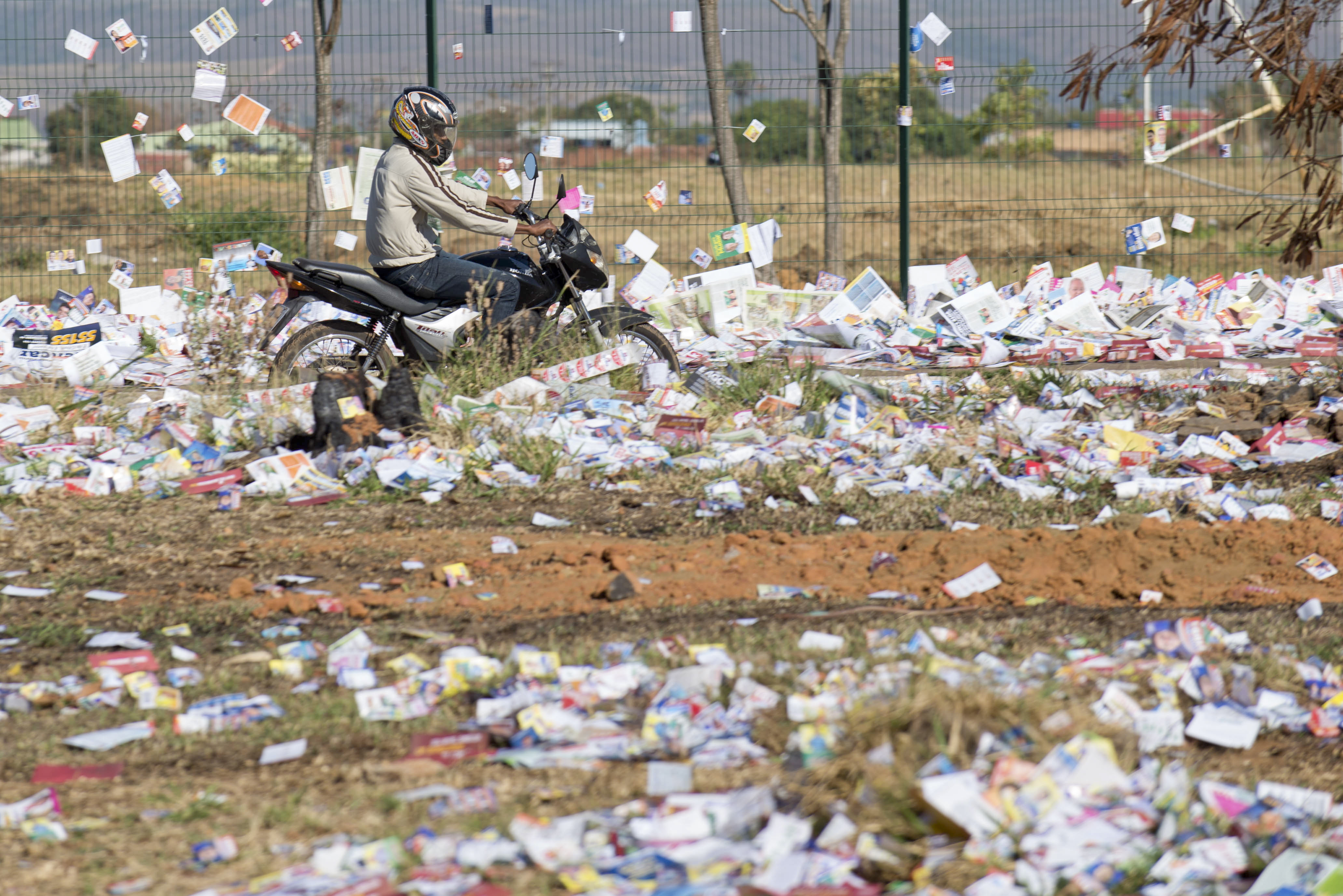
Lixo acumulado nas ruas com o descarte indevido de folhetos e materiais dos candidatos

Para evitar problemas relacionados à segurança no pleito, o Ministério da Justiça, juntamente com o Tribunal Superior Eleitoral e representantes das unidades federativas instalaram o Comitê Integrado de Segurança, baseado no utilizado na Copa do Mundo FIFA de 2014 e com a utilização de cerca de 400 mil policiais. Segundo dados da Justiça Eleitoral, foram registradas 3 814 ocorrências, sendo destas 383 envolvendo candidatos, e 1 052 ocorrências no segundo turno, nenhuma envolvendo candidatos. As mais graves foram registradas no estado do Acre, onde segundo a Polícia Federal foram presas mais de 67 pessoas, por crimes de boca de urna, compra de votos e transporte ilegal de eleitores, além da apreensão de doze veículos e 1 283 materiais relacionados à campanha, como adesivos, bandeiras e santinhos. Diferente do primeiro turno, quando a venda e o consumo de bebidas alcoólicas e substâncias com efeitos psicotrópicos análogos foram proibidos pela Justiça Eleitoral no Acre, no segundo turno a Corte Eleitoral determinou a revogação deste decreto, permitindo o consumo das substâncias. Este foi o principal motivo de uma confusão envolvendo militantes do Partido dos Trabalhadores e a Polícia Militar em Rio Branco, terminando com mais de quinze militantes presos e outros levados ao hospital com ferimentos. Já o Ministério Público Eleitoral atribuiu a culpa das ocorrências no estado à falta de policiamento, e não à revogação da proibição do consumo de álcool e substâncias. No município de São Paulo, onde um eleitor de dezoito anos quebrou a tela de duas urnas eletrônicas em uma zona eleitoral. Segundo o delegado responsável pelo caso, o jovem quis manifestar a sua revolta com o cenário eleitoral. O eleitor foi preso em flagrante.
Um problema crônico que ocorre em todas os pleitos é o alto número de lixo que se acumula nas ruas das cidades, especialmente santinhos, cartazes e bandeiras de candidatos que são descartados irregularmente após o tempo máximo para realização de campanha eleitoral. No município do Rio de Janeiro, por exemplo, após a realização do primeiro turno em 7 de outubro, mais de 2,6 mil garis foram destinados a recolher mais de 350 toneladas de lixo eleitoral nas ruas da cidade. Além disso, no município, 78 pessoas foram autuadas em flagrante por descarte incorreto de lixo e campanha eleitoral indevida. O cenário se repetiu em diversos municípios do Brasil, como em Goiânia (143 toneladas), Manaus (73,5 toneladas), Rio Branco (8 toneladas), Porto Alegre (12 toneladas), entre outras. Em Cuiabá, todas as coligações do estado de Mato Grosso foram condenadas pelo Tribunal Regional Eleitoral a pagar uma multa 30 mil reais cada uma, por não retirar o lixo eleitoral na área de sua jurisprudência.
Após balanços, o presidente do Tribunal Superior Eleitoral Dias Toffoli divulgou os dados de funcionamento das urnas no pleito. No primeiro turno, 5 275 urnas foram substituídas, correspondendo a cerca de 1,21% do total de 434 340 urnas eletrônicas utilizadas, sendo que a votação manual através de cédulas impressas ocorreu em apenas oito seções eleitorais do país, localizadas nos municípios de Jaguaré, Goianésia do Pará, Floresta, Picos, Santo Antônio, Içara, Brasiléia e Salvador. Já no segundo turno, das 434 057 urnas disponibilizadas para o pleito, apenas 3 238 urnas foram substituídas, correspondendo a 0,75% do total. Em apenas três seções eleitorais, em Unaí, João Alfredo e São Paulo, foi necessário realizar a votação manual, por meio de cédulas eleitorais impressas.

## Resultados
A contagem dos votos foi iniciada às 17 horas, no horário local de cada estado. Os primeiros resultados foram divulgados nos estados das regiões Sul e Sudeste, além do estado de Goiás e o Distrito Federal, que estavam na área de abrangência do horário de verão. Logo em seguida, o restante da região Centro-Oeste (Mato Grosso e Mato Grosso do Sul), a região Nordeste, além dos estados do Amapá, Pará e Tocantins iniciaram a apuração dos votos. Em outro fuso horário, os estados de Rondônia, Roraima e parte do Amazonas também iniciaram a apuração logo depois. Por último, parte do estado do Amazonas e o Acre iniciaram a apuração. Entre o momento do início da computação dos votos, até o encerramento em definitivo dos resultados, foram sete horas de diferença ao total em cada turno.
No primeiro turno, realizado no dia 5 de outubro, a candidata Dilma Rousseff ficou na primeira posição, com 41,59% dos votos válidos, enquanto Aécio Neves atingiu 33,55% e Marina Silva atingiu 21,32%. Luciana Genro atingiu 1,55% dos votos válidos, enquanto os outros candidatos (Pastor Everaldo, Eduardo Jorge, Levy Fidélix, José Maria de Almeida, José Maria Eymael, Mauro Iasi e Rui Costa Pimenta) atingiram menos de 1% dos votos válidos. Os votos em branco e nulos somaram 9,64% dos votos. A taxa de abstenção foi considerada elevada pelo governo, atingindo 19,39% dos votantes aptos, considerando que o voto é obrigatório no Brasil. Por não atingir maioria absoluta dos votos, foi necessária a realização de um segundo turno entre os dois candidatos mais votados, ou seja, Dilma e Aécio.
No segundo turno, o pleito seguiu as mesmas regras. A presidente da República, Dilma Rousseff, foi reeleita para o cargo, no período original de 2015 a 2018, após acumular mais de 54 milhões de votos, correspondendo a 51,64% dos votos válidos. Aécio Neves, ficou na segunda colocação, com mais de 51 milhões de votos, correspondendo a 48,36% dos votos válidos. Os votos brancos e nulos neste turno somaram 6,34%, número bastante inferior comparando-se com o primeiro turno. Por outro lado, a abstenção aumentou consideravelmente no segundo turno, atingindo a marca de 21,1%, ou seja, mais de 30 milhões de eleitores aptos a votar não compareceram no dia 26 de outubro.
| Candidato(a)                 | Vice                          | 1º turno 5 de outubro de 2014 | 1º turno 5 de outubro de 2014 | 2º turno 26 de outubro de 2014 | 2º turno 26 de outubro de 2014 |
| Candidato(a)                 | Vice                          | Votação                       | Votação                       | Votação                        | Votação                        |
| Candidato(a)                 | Vice                          | Total                         | Percentagem                   | Total                          | Percentagem                    |
| ---------------------------- | ----------------------------- | ----------------------------- | ----------------------------- | ------------------------------ | ------------------------------ |
| Dilma Rousseff (PT)          | Michel Temer (PMDB)           | 43 267 668                    | 41,59%                        | 54 501 118                     | 51,64%                         |
| Aécio Neves (PSDB)           | Aloysio Nunes (PSDB)          | 34 897 211                    | 33,55%                        | 51 041 155                     | 48,36%                         |
| Marina Silva (PSB)           | Beto Albuquerque (PSB)        | 22 176 619                    | 21,32%                        | Não participou                 | Não participou                 |
| Luciana Genro (PSOL)         | Jorge Paz (PSOL)              | 1 612 186                     | 1,55%                         | Não participou                 | Não participou                 |
| Pastor Everaldo (PSC)        | Leonardo Gadelha (PSC)        | 780 513                       | 0,75%                         | Não participou                 | Não participou                 |
| Eduardo Jorge (PV)           | Célia Sacramento (PV)         | 630 099                       | 0,61%                         | Não participou                 | Não participou                 |
| Levy Fidélix (PRTB)          | José Alves de Oliveira (PRTB) | 446 878                       | 0,43%                         | Não participou                 | Não participou                 |
| José Maria de Almeida (PSTU) | Cláudia Durans (PSTU)         | 91 209                        | 0,09%                         | Não participou                 | Não participou                 |
| José Maria Eymael (PSDC)     | Roberto Lopes (PSDC)          | 61 250                        | 0,06%                         | Não participou                 | Não participou                 |
| Mauro Iasi (PCB)             | Sofia Manzano (PCB)           | 47 845                        | 0,05%                         | Não participou                 | Não participou                 |
| Rui Costa Pimenta (PCO)      | Ricardo Machado (PCO)         | 12 324                        | 0,01%                         | Não participou                 | Não participou                 |
| Total de votos válidos       | Total de votos válidos        | 104 023 543                   | 90,36%                        | 105 542 273                    | 93,66%                         |
| Votos em branco              | Votos em branco               | 4 420 488                     | 3,84%                         | 1 921 819                      | 1,71%                          |
| Votos nulos                  | Votos nulos                   | 6 678 580                     | 5,80%                         | 5 219 787                      | 4,63%                          |
| Total                        | Total                         | 115 122 611                   | 80,61%                        | 112 683 879                    | 78,90%                         |
| Abstenções                   | Abstenções                    | 27 699 435                    | 19,39%                        | 30 137 479                     | 21,10%                         |
| Eleitores aptos a votar      | Eleitores aptos a votar       | 142 822 046                   | 100,00%                       | 142 822 046                    | 100,00%                        |

### Gráficos
| Primeiro turno - Esquema Gráfico | Primeiro turno - Esquema Gráfico | Primeiro turno - Esquema Gráfico | Primeiro turno - Esquema Gráfico | Primeiro turno - Esquema Gráfico |
| -------------------------------- | -------------------------------- | -------------------------------- | -------------------------------- | -------------------------------- |
|                                  |                                  |                                  |                                  |                                  |
| Dilma Rousseff                   | Dilma Rousseff                   |                                  | 41,59%                           | 41,59%                           |
| Aécio Neves                      | Aécio Neves                      |                                  | 33,55%                           | 33,55%                           |
| Marina Silva                     | Marina Silva                     |                                  | 21,32%                           | 21,32%                           |
| Luciana Genro                    | Luciana Genro                    |                                  | 1,55%                            | 1,55%                            |
| Pastor Everaldo                  | Pastor Everaldo                  |                                  | 0,75%                            | 0,75%                            |
| Eduardo Jorge                    | Eduardo Jorge                    |                                  | 0,61%                            | 0,61%                            |
| Levy Fidélix                     | Levy Fidélix                     |                                  | 0,43%                            | 0,43%                            |
| Zé Maria                         | Zé Maria                         |                                  | 0,09%                            | 0,09%                            |
| Eymael                           | Eymael                           |                                  | 0,06%                            | 0,06%                            |
| Mauro Iasi                       | Mauro Iasi                       |                                  | 0,05%                            | 0,05%                            |
| Rui Costa                        | Rui Costa                        |                                  | 0,01%                            | 0,01%                            |
| Brancos e Nulos                  | Brancos e Nulos                  |                                  | 9,64%                            | 9,64%                            |
| Abstenções                       | Abstenções                       |                                  | 19,39%                           | 19,39%                           |

| Segundo turno - Esquema Gráfico | Segundo turno - Esquema Gráfico | Segundo turno - Esquema Gráfico | Segundo turno - Esquema Gráfico | Segundo turno - Esquema Gráfico |
| ------------------------------- | ------------------------------- | ------------------------------- | ------------------------------- | ------------------------------- |
|                                 |                                 |                                 |                                 |                                 |
| Dilma Rousseff                  | Dilma Rousseff                  |                                 | 51,64%                          | 51,64%                          |
| Aécio Neves                     | Aécio Neves                     |                                 | 48,36%                          | 48,36%                          |
| Brancos e Nulos                 | Brancos e Nulos                 |                                 | 6,34%                           | 6,34%                           |
| Abstenções                      | Abstenções                      |                                 | 21,10%                          | 21,10%                          |

## Consequências

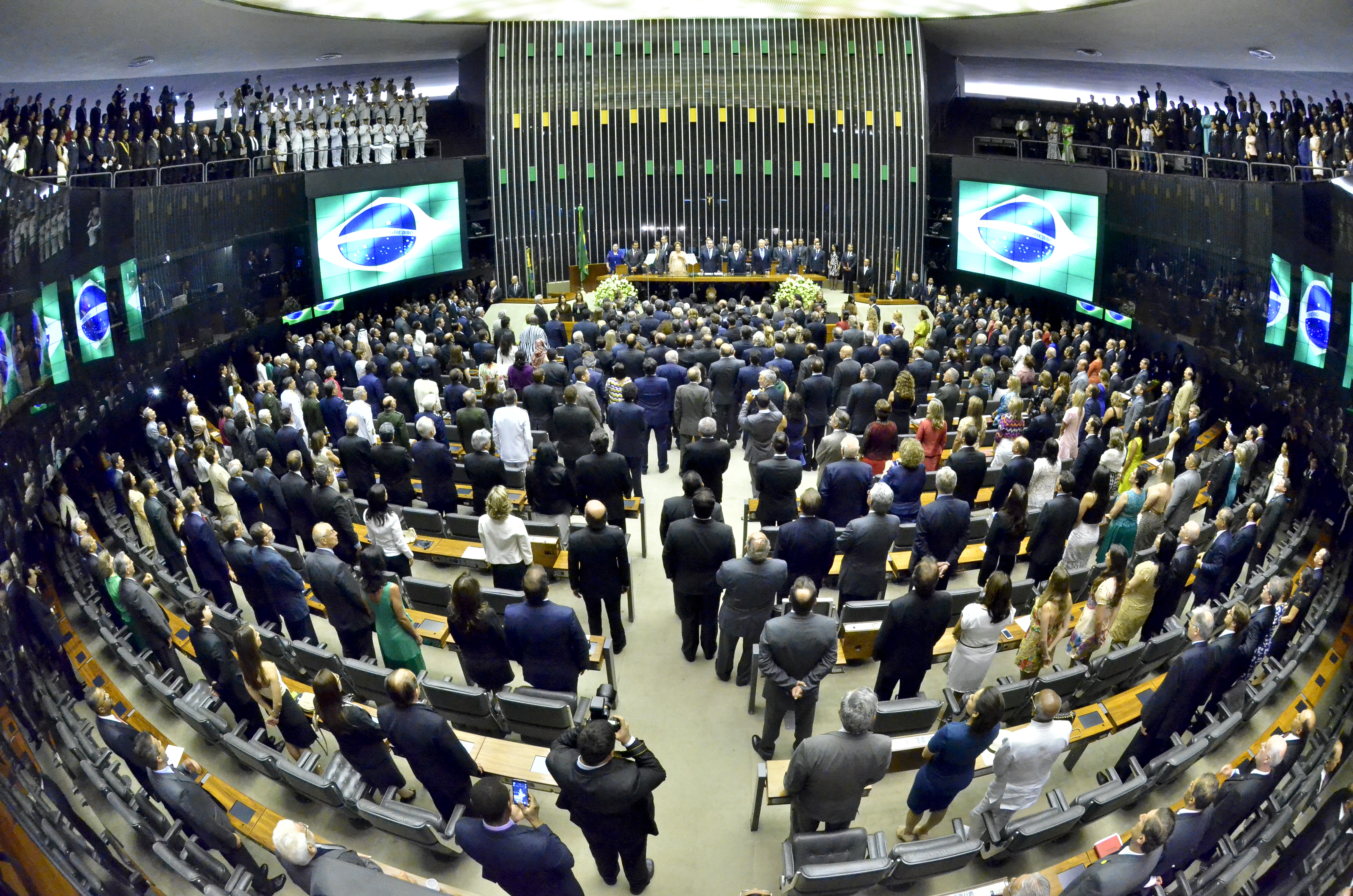
Cerimônia de posse de Dilma Rousseff, em 2015.

A baixa diferença de votos entre os dois candidatos, cerca de 3,5 milhões, fez com que esta fosse a eleição mais disputada do Brasil, após a redemocratização. Dilma foi empossada como 36ª Presidente do Brasil no dia 1 de janeiro de 2015, através de uma cerimônia conduzida por Renan Calheiros, no plenário do Senado Federal.

### Reação internacional
Presidentes e representações de diferentes países saudaram a vitória de Dilma Rousseff no dia 26 de outubro sobre Aécio Neves.
- Alemanha: A chanceler alemã Angela Merkel enviou um telegrama parabenizando Dilma Rousseff pela reeleição, manifestando em texto a possibilidade de manter os laços entre os países. "A felicito pela reeleição como presidente do Brasil. Me alegrou que possamos continuar nossa cooperação política e econômica. Diante dos desafios que as duas nações enfrentam, apenas juntos e como parceiros, poderemos superá-los", afirmou Merkel.[264]
- Argentina: A presidente argentina Cristina Kirchner, utilizou as redes sociais para saudar Dilma. Em carta dirigida à Dilma e publicada em sua conta no Facebook, Kirchner comemorou o resultado das eleições no Brasil que, no seu entender, "mostra a sociedade brasileira reafirmando seu compromisso inabalável com um projeto político que garanta crescimento econômico com inclusão social". Afirmou ainda que a cooperação mútua entre Brasil e Argentina iria aumentar a partir deste momento.[265]
- Bolívia: O presidente boliviano Evo Morales destacou a vitória da presidente Dilma e sustentou que representa "a continuidade do modelo de mudança" no Brasil e na América Latina. "A Bolívia cumprimenta o triunfo da companheira Dilma. Cumprimentamos a continuidade do modelo de mudança no Brasil e na região", declarou o líder na cidade de Shinahota, segundo a agência estatal ABI.[266]
- El Salvador: O presidente salvadorenho Salvador Sánchez Cerén, parabenizou Dilma pela vitória através de sua conta no Twitter.[267]
- Equador: O presidente equatoriano Rafael Correa, comemorou, em sua conta no Twitter, a "maravilhosa vitória de Dilma no Brasil". "Saudamos a presidente do Brasil, Dilma Rousseff, por sua vitória eleitoral de hoje", comentou o chanceler equatoriano, Ricardo Patiño, também usando a rede social.[267]
- Estados Unidos: O presidente estadunidense Barack Obama parabenizou Dilma e solicitou que fossem reforçados os vínculos com o Brasil, que, segundo Obama, era "um importante aliado dos Estados Unidos". O presidente americano também mostrou interesse em marcar uma reunião, para discutir a possibilidade de "reforçar a colaboração para a segurança mundial e o respeito aos direitos humanos, assim como aprofundar a cooperação bilateral em setores como educação, energia e, inclusive, comércio".[268]
- França: O governo da França cumprimentou a presidente Dilma por sua reeleição. "A França deseja trabalhar em estreita cooperação com o governo brasileiro para impulsionar a parceria estratégica entre os dois países em todos os âmbitos", declarou o Ministério das Relações Exteriores francês em comunicado. O governo francês lembrou ainda que a relação com o Brasil girava em torno de três prioridades: reforçar o diálogo político relativo ao clima, aumentar os vínculos comerciais e de investimento, e dinamizar a cooperação de intercâmbios universitários.[269]
- Rússia: O presidente russo Vladimir Putin também parabenizou Dilma por sua reeleição e destacou que "a vitória nas urnas é uma prova do respaldo popular a suas políticas". Em seu telegrama, Putin manifestou que "os resultados da votação demonstram que a população apoia a política de Dilma Rousseff que procura o desenvolvimento econômico do país e o fortalecimento de suas posições internacionais". O presidente russo avaliou ainda como muito boa a atenção que Dilma presta ao "fortalecimento da associação estratégica russo-brasileira".[270]
- Venezuela: O presidente venezuelano Nicolás Maduro destacou a vitória de Dilma em sua conta oficial no Twitter, pouco depois de divulgados os primeiros resultados. "Vitória de Dilma no Brasil. Vitória do Povo. Vitória de Lula e seu legado. Vitória dos povos da América Latina e do Caribe", citou em sua conta.[271]

Além dos chefes de estado, a imprensa internacional também repercutiu a vitória de Dilma. O The New York Times dos Estados Unidos destacou a reeleição na capa do jornal e cita que a vitória "endossa uma líder de esquerda que alcançou ganhos importantes na redução da pobreza e na manutenção do baixo desemprego"; o Clarín da Argentina destacou na manchete que Dilma venceu por uma margem estreita "ao final de uma campanha duríssima, cheia de denúncias e acusações mútuas"; para o Financial Times do Reino Unido, "Dilma enfrenta agora a tarefa de unir um país dividido pela campanha mais agressiva dos últimos tempos, de ressuscitar uma economia que se arrasta e de pacificar mercados hostis."; o El Universal da Venezuela, destacou na primeira página a reação de Aécio Neves, que reconheceu a derrota e destacou em seu discurso que "a prioridade agora é unir o Brasil"; o francês Le Monde mencionou a derrota em São Paulo, principal colégio eleitoral do país, porém "compensada pela vitória em Minas Gerais, o segundo colégio eleitoral e feudo político de Aécio Neves"; o espanhol El País traz como destaque um artigo assinado pelo jornalista Juan Arias, do Rio de Janeiro, intitulado "", "O medo entre os mais pobres de perder o que conseguiram nos 12 anos de governo petista prevaleceu sobre a incógnita de apostar em uma mudança", citando o texto.

### Reação de Aécio
Após a divulgação do resultado o PSDB, partido do candidato Aécio Neves, entrou com um pedido de auditoria no TSE a fim de apurar a lisura das eleições presidenciais, por conta dos boatos de fraude que circulavam nas redes sociais. Um ano depois a auditoria conduzida e custeada pelo PSDB não encontrou nenhum indício de fraude.
No primeiro discurso em plenário após a eleição, o senador Aécio Neves se posicionou como parte de uma "oposição incansável, inquebrantável e intransigente na defesa dos interesses dos brasileiros" e condicionando o diálogo "ao envio de propostas que atendam aos interesses dos brasileiros".

### Crise econômica e política
A partir de 2014, logo após os resultados das eleições, iniciou-se no Brasil uma crise econômica, trazendo como uma de suas consequências a forte recessão econômica, levando a um recuo no Produto Interno Bruto (PIB) por dois anos consecutivos. A economia contraiu-se em cerca de 3,8% em 2015 e 3,6% em 2016. A crise também gerou um alto nível de desemprego, que atingiu seu auge em março de 2017 com uma taxa de 13,7%, representando mais de 14 milhões de brasileiros desempregados.

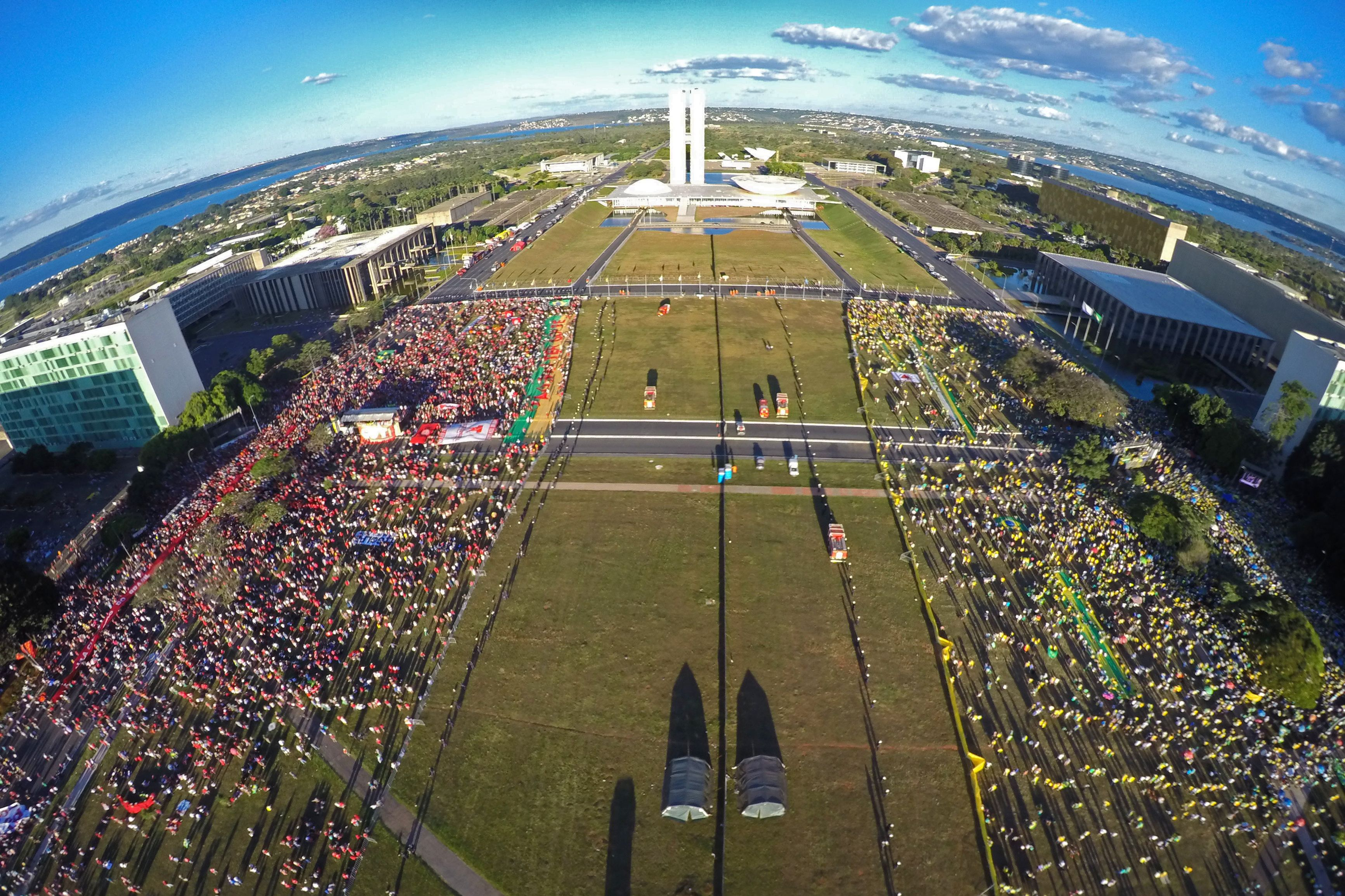
Protestos na Esplanada dos Ministérios de grupos a favor e contra o Impeachment de Dilma Rousseff.

A crise econômica foi acompanhada da crise política, que teve início em 2014 com os escândalos de corrupção investigados pela Operação Lava Jato, que envolvia políticos influentes. A vitória de Dilma nas eleições presidenciais do mesmo ano por margem estreita agravou a crise política. Esses dois fatores, somados à crise econômica, contribuíram para o aumento generalizado da insatisfação popular em relação à política.
Protestos contra o governo Dilma Rousseff ocorreram em diversas regiões do Brasil tendo como principais objetivos o impeachment da presidente. O movimento reuniu milhões de pessoas nos dias 15 de março, 12 de abril, 16 de agosto e 13 de dezembro de 2015 e, segundo algumas estimativas, foram as maiores mobilizações populares no país. A manifestação do dia 13 de março de 2016 foi considerado o maior ato político na história do Brasil e ocorreram por todo o país, superando ainda as Diretas já, ocorridas no período de transição da Ditadura Militar para a redemocratização.

### Impeachment de Dilma

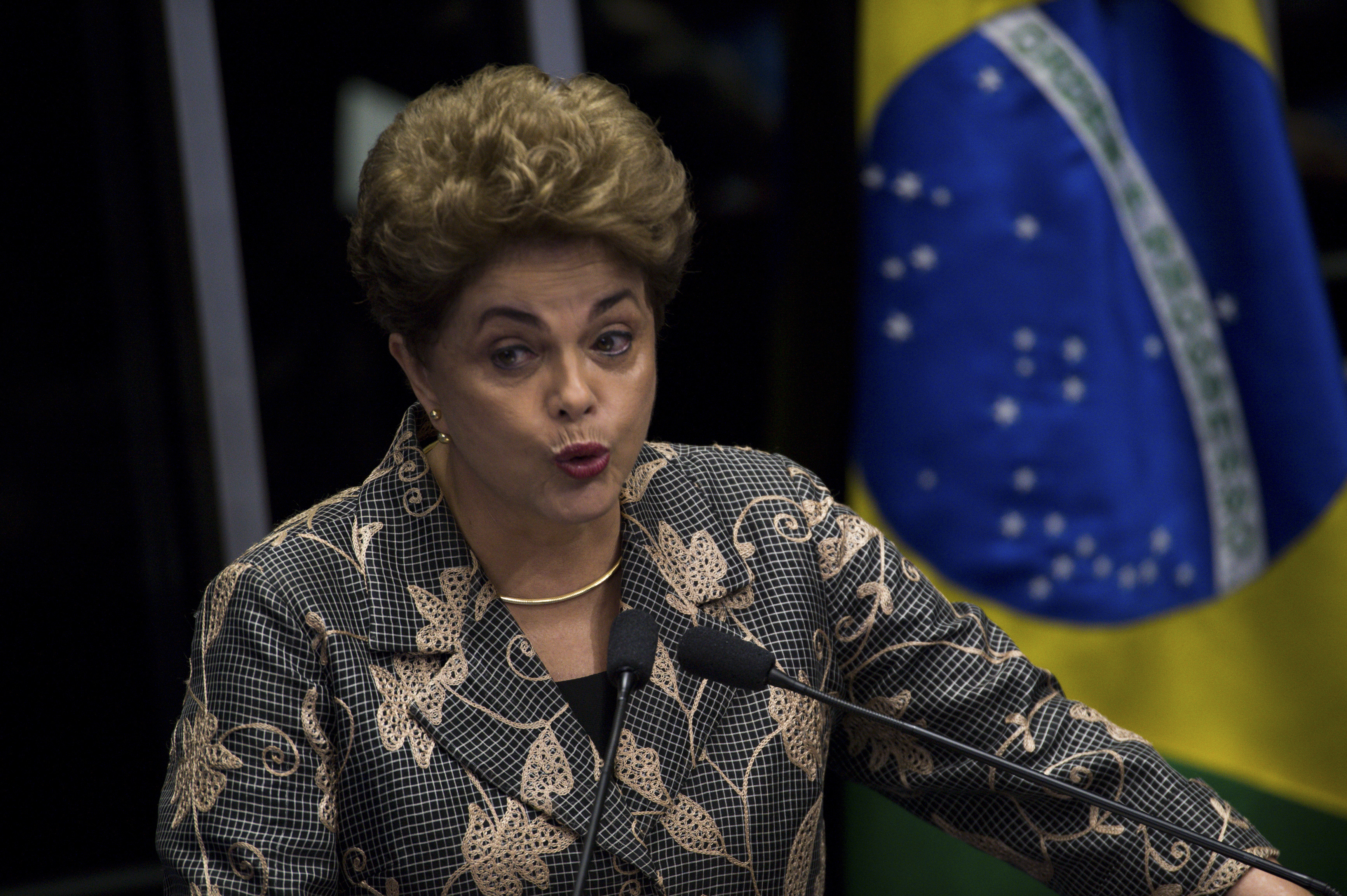
Dilma profere seu discurso de defesa durante a sessão que determinou sua saída imediata do cargo

Como consequência da crise política, no dia 2 de dezembro de 2015, o presidente da Câmara dos Deputados Eduardo Cunha acolheu um pedido de impeachment contra Dilma que havia sido protocolado pelos juristas Hélio Bicudo, Miguel Reale Júnior e Janaína Paschoal e entregue a Cunha pouco mais de dois meses antes. No requerimento original foram incluídas denúncias de decretos assinados pela presidente em 2015, para liberar 2,5 bilhões de reais, sem o aval do Congresso, nem previsão no orçamento. Essa operação é conhecida como pedalada fiscal, e caracterizaria improbidade administrativa, conforme a acusação.
O acolhimento do pedido de impeachment foi considerado por parte da mídia como uma retaliação contra o partido da presidente, cujos deputados anunciaram naquele mesmo dia que votariam contra Cunha no Conselho de Ética, onde é investigado por suposta participação no esquema denunciado na Operação Lava Jato. Cunha desmentiu qualquer relação de "barganha" com o governo, afirmando que "a decisão de acatar o impeachment é factual, é concreta, tem tipificação clara", mas continua a atribuir à presidente Dilma responsabilidades sobre as investigações contra ele. Conforme Luiz Inácio Lula da Silva, Dilma não tinha "vontade de fazer política" e não fez reuniões com as bancadas de partidos para tentar impedir o impeachment.
Depois de longos trâmites, no dia 12 de maio de 2016, com 55 votos favoráveis, 22 contrários e 2 ausentes, o Senado Federal autorizou a abertura do processo de impeachment, e determinou o afastamento de Dilma da Presidência da República pelo período de até 180 dias. Em 31 de agosto, o Senado Federal por 61 votos a 20, cassou o mandato de Dilma como presidente, mas, manteve o direito dela de ocupar cargos públicos. Com o impeachment, Michel Temer, que era vice-presidente do Brasil até o momento, assumiu a Presidência da República para a conclusão do mandato.